# 志津川 (南三陸町)
志津川（しづがわ、英語: Shizugawa）とは、宮城県本吉郡南三陸町の大字であり、旧本吉郡志津川村・荒砥浜・清水浜、本吉郡本吉村、本吉郡志津川町（初代）、本吉郡志津川町（2代目）志津川地区に相当する。往古は清水川と記されたほか、本吉郡行政の中心を担っていたことから、本吉本郷や単に本吉とも記された。郵便番号は986-0700他。

## 概要
志津川は南三陸町にある4つの大字の一つであり、入谷、戸倉、歌津とともに南三陸町を構成する。その人口・戸数は町内の大字のなかで最大であり、町役場や中心市街地、多くの商店を擁するなど、町の行政・経済の中心地となっている。かつては気仙沼・本吉圏行政の中心地としての役割を担っており、本吉本郷や単に本吉と称され、気仙沼・本吉圏内第一の都市である気仙沼の交通の便が改善される昭和中期までは本吉郡役所や県の出先機関が設置されていた。また、近代には県内トップクラスの製糸工場である旭製糸の工場が立地し栄華を極めたが、昭和不況や凶作、化学繊維の台頭によって廃業し、以降、現在に至るまで志津川の主産業は漁業となっている。2011年（平成23年）3月11日に発生した東北地方太平洋沖地震で志津川は壊滅的な被害を被り、多くの人命や施設が失われ域内人口も激減したが、町主導で「職住分離」と「高台移転」を軸に新たなまちづくりが進められている。

## 地理
八幡・水尻川の河口平野と荒砥浜・清水浜・細浦などの海浜集落および高台に位置する住宅街から成っている。北部から北東部にかけて歌津と、西部で入谷と、南部で戸倉と接し、東部で太平洋（志津川湾）に面する。
大字としての成立は2005年（平成17年）10月1日であるが、現在の志津川の区域は志津川町（初代）に相当する。志津川町（初代）の前身である本吉村は藩政村であった志津川村・清水浜・荒砥浜の3ケ村が合併して発足したため、志津川は中心市街地である志津川地区のほかに清水浜・荒砥浜の集落を区域内に擁する。

### 清水浜
清水浜（しずはま）は志津川から気仙沼に向かう東浜街道に沿って存在する集落で、明治期に荒砥浜および志津川村と合併するまで、藩政村の一つとして独立して存在していた。
江戸期には松井田・大上坊・米広・細浦・西田等の集落が含まれており、中心地は細浦にあった。細浦は古くから開けた集落で遅くとも応安期には存在していたということがわかっている。また、清水浜には気仙道が通っており、一杯清水と呼ばれる泉が旅人の渇きを癒したという。
地名の由来について、安永風土記には
とあり、清水浜の田地から清水が湧き出ていたことを由来とする。

### 荒砥浜
荒砥浜（あらとはま）は志津川湾の北岸、荒砥崎近くの集落で、明治期に清水浜および志津川村と合併するまで、藩政村の一つとして独立して存在していた。
地名の由来は荒砥崎の岩質が荒砥石であり、荒い質の石が多くあったことであるとされる。
荒砥崎は海水を浸蝕された奇岩が突出し、一帯が段丘で松やタブの木が繁っている地である。

### 山々
- 惣内山 - 標高379.5 m[27]。志津川市街の北方にある山で、南三陸町によれば名称の由来はアイヌ語のソー（滝）とナイ（川）である[27]。
- 保呂羽山 - 標高372 m[28]。志津川・入谷・戸倉の境界にそびえる山でかつては本吉山とも呼ばれた[28]。戸倉の保呂羽山と区別するため、こちらを男保呂羽山、戸倉の保呂羽山を女保呂羽とも呼ぶ[28]。
- 貞任山 - 標高360.3 m[29]。志津川の北端、歌津との境界にそびえる[30]。
- 大森山 - 標高244.6 m[31]。新井田川の源流域と磯の沢川の源流域に挟まれて立つ[31][32]。

### 河川

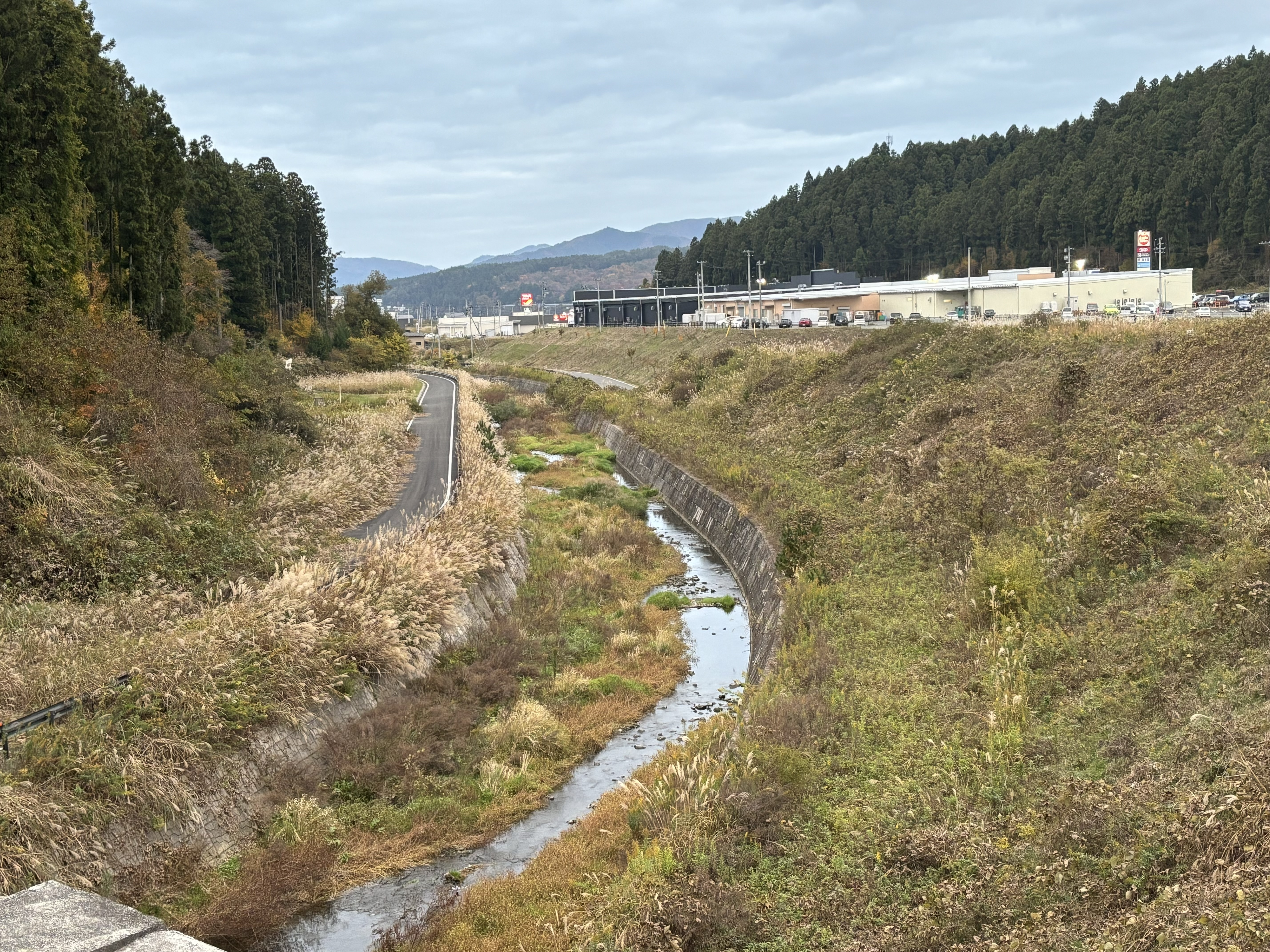
新井田川

- 八幡川 - 幹線流路延長8.8 km、流域面積31.6 km2の二級河川で町内で最も広い流域面積をもつ河川[32]。古くは町裏川とも呼ばれた[33]。
- 水尻川 - 幹線流路延長7.6 km、流域面積19.2 km2の二級河川[30][32]。
- 秋目川[30]
- 桜川 - 幹線流路延長 3.8 km、流域面積9.2 km2の二級河川[34][32]。
- 蛇王川[35]
- 新井田川 - 幹線流路延長5.3 km、流域面積8.0 km2の二級河川[36][32]。
- 大上坊川

### 島・崎

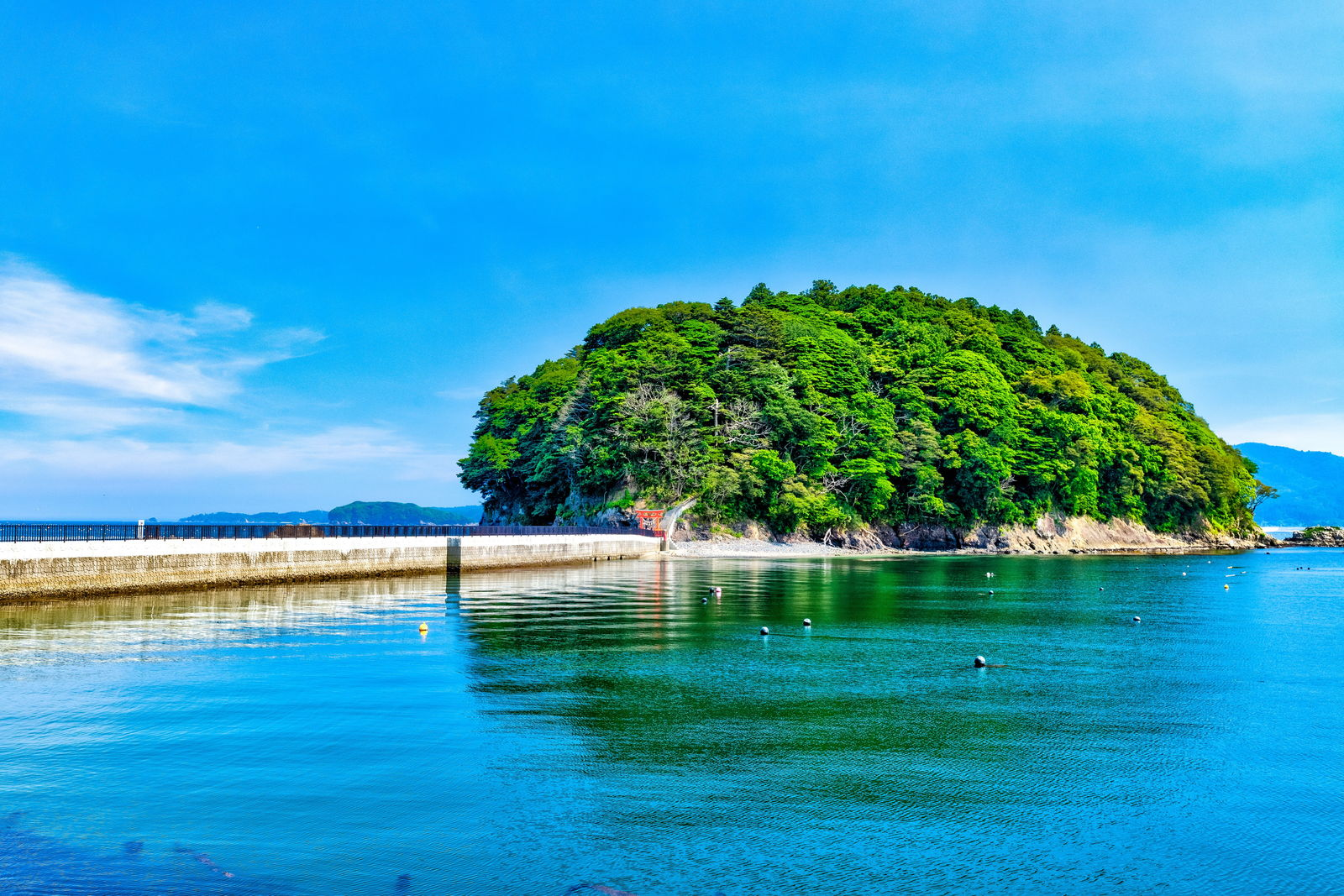
荒島

- 荒島 - 落葉広葉樹林、常緑樹林、針葉樹林の3種類のバイオームがある島である。国際認証森林に登録されており、一日の入島人数や森に入る際の装備にルールがある[37]。
- 野島 - 荒砥崎の東約1.3 kmに位置する面積約1.8 haの細長い島で、タブノキやアカマツの自然林が形成されている[38]。
- 出臍島 - 荒島の北北東に位置する島で、ホッキ島とも呼ばれる[39]。
- 二見島 - 荒砥の権現集落の前に位置する[40]。
- 平島 - 荒砥の権現集落の前に位置する[40]。
- 弁天島 - 荒島から南へ連なる岩礁[41]
- モアイ岩 - 出臍島の隣に位置する岩[42]。
- 作根 - 野島の南約1.4 kmに位置する小さな岩礁[43]。
- 荒砥崎
- 伏房崎
- 大森崎
- 弁天崎

### 小字
仙台法務局気仙沼支局の「本吉郡南三陸町登記所備付地図データ」（2024年10月5日時点）およびデジタル庁公表のアドレス・ベース・レジストリの「宮城県町字マスターデータセット」（2024年8月13日時点）および運輸局公表の「東北運輸局宮城運輸支局住所コード表」（2024年11月1日時点）、南三陸町公表の「南三陸町の字名一覧」によれば、渡波の小字は以下の通りである。なお、各小字の郵便番号は日本郵政公表の郵便番号簿（2024年版）に準拠する。
| 町字ID  | 郵便番号 | 小字       | 出典         | 出典         | 出典 | 出典   |
| 町字ID  | 郵便番号 | 小字       | 町字マスター | 運輸局コード | 登記 | 字一覧 |
| ------- | -------- | ---------- | ------------ | ------------ | ---- | ------ |
| 0002101 | 986-0772 | 字秋目川   | ○            | ○            | ○    | ○      |
| 0002102 | 986-0705 | 字阿曽     | ○            | ○            | ○    | ○      |
| 0002103 | 986-0733 | 字旭ケ浦   | ○            | ○            | ○    | ○      |
| 0002104 | 986-0726 | 字磯の沢   | ○            | ○            | ○    | ○      |
| 0002105 | 986-0762 | 字塩入     | ○            | ○            | ○    | ○      |
| 0002106 | 986-0778 | 字下保呂毛 | ○            | ○            | ○    | ○      |
| 0002107 | 986-0775 | 字廻館     | ○            | ○            | ○    | ○      |
| 0002108 | 986-0761 | 字廻館前   | ○            | ○            | ○    | ○      |
| 0002109 | 986-0714 | 字蒲の沢   | ○            | ○            | ○    | ○      |
| 0002110 | 986-0773 | 字熊田     | ○            | ○            | ○    | ○      |
| 0002111 | 986-0711 | 字権現     | ○            | ○            | ○    | ○      |
| 0002112 | 986-0752 | 字五日町   | ○            | ○            | ○    | ○      |
| 0002113 | 986-0768 | 字御前下   | ○            | ○            | ○    | ○      |
| 0002114 | 986-0707 | 字荒坂     | ○            | ○            | ○    | ○      |
| 0002115 | 986-0766 | 字黒崎     | ○            | ○            | ○    | ○      |
| 0002116 | 986-0702 | 字細浦     | ○            | ○            | ○    | ○      |
| 0002117 | 986-0763 | 字汐見町   | ○            | ○            | ○    | ○      |
| 0002118 | 986-0703 | 字蛇王     | ○            | ○            | ○    | ○      |
| 0002119 | 986-0741 | 字十日町   | ○            | ○            | ○    | ○      |
| 0002120 | 986-0754 | 字助作     | ○            | ○            | ○    | ○      |
| 0002121 | 986-0774 | 字小森     | ○            | ○            | ○    | ○      |
| 0002122 | 986-0700 | 字小田     | ○            | ○            | ○    | ○      |
| 0002123 | 986-0708 | 字松井田   | ○            | ○            | ○    | ○      |
| 0002124 | 986-0725 | 字沼田     | ○            | ○            | ○    | ○      |
| 0002125 | 986-0751 | 字上の山   | ○            | ○            | ○    | ○      |
| 0002126 | 986-0777 | 字上保呂毛 | ○            | ○            | ○    | ○      |
| 0002127 | 986-0753 | 字城場     | ○            | ○            | ○    | ○      |
| 0002128 | 986-0700 | 字植松     | ○            | ○            | ○    | ○      |
| 0002129 | 986-0727 | 字新井田   | ○            | ○            | ○    | ○      |
| 0002130 | 986-0704 | 字森山     | ○            | ○            | ○    | ○      |
| 0002131 | 986-0715 | 字深田     | ○            | ○            | ○    | ○      |
| 0002132 | 986-0706 | 字清水浜   | ○            | ○            | ○    | ○      |
| 0002133 | 986-0701 | 字西田     | ○            | ○            | ○    | ○      |
| 0002134 | 986-0717 | 字袖浜     | ○            | ○            | ○    | ○      |
| 0002135 | 986-0764 | 字大久保   | ○            | ○            | ○    | ○      |
| 0002136 | 986-0722 | 字大上坊   | ○            | ○            | ○    | ○      |
| 0002137 | 986-0731 | 字大森     | ○            | ○            | ○    | ○      |
| 0002138 | 986-0732 | 字大森町   | ○            | ○            | ○    | ○      |
| 0002139 | 986-0771 | 字大沢     | ○            | ○            | ○    | ○      |
| 0002140 | 986-0718 | 字大畑     | ○            | ○            | ○    | ○      |
| 0002141 | 986-0776 | 字竹川原   | ○            | ○            | ○    | ○      |
| 0002142 | 986-0767 | 字中瀬町   | ○            | ○            | ○    | ○      |
| 0002143 | 986-0700 | 字町       | ○            | ×            | ×    | ×      |
| 0002144 | 986-0700 | 字町裏     | ○            | ×            | ×    | ×      |
| 0002145 | 986-0728 | 字天王山   | ○            | ○            | ○    | ○      |
| 0002146 | 986-0729 | 字天王前   | ○            | ○            | ○    | ○      |
| 0002147 | 986-0779 | 字田尻畑   | ○            | ○            | ○    | ○      |
| 0002148 | 986-0709 | 字内井田   | ○            | ○            | ○    | ○      |
| 0002149 | 986-0700 | 字内山     | ○            | ○            | ○    | ○      |
| 0002150 | 986-0743 | 字南町     | ○            | ○            | ○    | ○      |
| 0002151 | 986-0724 | 字平井田   | ○            | ○            | ○    | ○      |
| 0002152 | 986-0716 | 字平磯     | ○            | ○            | ○    | ○      |
| 0002153 | 986-0713 | 字平貝     | ○            | ○            | ○    | ○      |
| 0002154 | 986-0721 | 字米広     | ○            | ○            | ○    | ○      |
| 0002155 | 986-0712 | 字北の又   | ○            | ○            | ○    | ○      |
| 0002156 | 986-0742 | 字本浜町   | ○            | ○            | ○    | ○      |
| 0002157 | 986-0723 | 字立沢     | ○            | ○            | ○    | ○      |
| 0002158 | 986-0765 | 字林       | ○            | ○            | ○    | ○      |

#### 明治期の字
宮城県各村字調書によると、明治17年頃の志津川村・荒砥浜・清水浜の小字は以下の通りである。
- 旧志津川村
  - 黒崎
  - 内山
  - 林
  - 大久保
  - 上保呂毛
  - 下保呂毛
  - 田尻畑
  - 竹川原
  - 中瀬町
  - 廻館
  - 秋目川
  - 熊田
  - 小森
  - 御前下
  - 廻館前
  - 塩入
  - 助作
  - 町裏
  - 志津川町
  - 城場
  - 上ノ山
  - 大沢
  - 磯ノ沢
  - 新井田
  - 天王山
  - 天王前
  - 大森
- 旧荒砥浜
  - 袖浜
  - 沼田
  - 平磯
  - 平井田
  - 深田
  - 蒲ノ沢
  - 平貝
  - 北ノ又
  - 権現
- 旧清水浜
  - 立沢
  - 米広
  - 大上坊
  - 大畑
  - 松井田
  - 内井田
  - 植松
  - 小田
  - 荒坂
  - 清水浜
  - 大沢
  - 野田
  - 阿曽
  - 森山
  - 細浦
  - 大久保
  - 蛇王
  - 西田
  - 上大沢

#### 安永期の字
安永風土記によると、安永3年頃の志津川村・荒砥浜・清水浜の小名は以下の通りである。
- 志津川村
  - 小森澤
  - 林濱
  - 保呂毛澤
  - 元町
  - 新井田澤
- 荒砥浜
  - 平磯
  - 不動平磯
  - 上松
  - 権下
- 清水浜
  - 要害
  - 前ノ澤
  - 熊の下
  - 細浦
  - 柴畑

安永風土記によると、安永3年頃の志津川村・荒砥浜・清水浜の屋敷名は以下の通りである。
- 志津川村
  - 黒崎
  - 大窪
  - 水尻
  - 小田
  - 榧ノ木
  - 中瀬町
  - 保呂毛
  - 林
  - 古戸
  - 田尻畑
  - 中ケ漆
  - 落合
  - 廻立
  - 木ノ下
  - 峯
  - 山根
  - 宮ノ下
  - 新井田
  - 小森
  - 十日町
  - 五日町
- 荒砥浜
  - 坂の下
  - 後
  - 伏房
  - 弥平田
  - 川原
  - 辻
  - 沢
  - 中村
  - 高
  - 鍛冶
  - 磯崎
  - 外浜
  - 杉下
  - 上
  - 権下
  - 芝
  - 川戸
  - 柿内
  - 柿下
  - 井戸畑
  - 松山
  - 長畑
  - 折越
  - 田畑
  - 新
  - 中
  - 滝沢
  - 田浦
  - 中平
  - 田中
  - 中迎
  - 小柿内
  - 古
  - 窪
  - 林際
  - 欠下
  - 舟畑
  - 海畑
  - 細畑
  - 大平磯
  - 羽別当
  - 磯畑
  - 糀
  - 竹下
  - 舟本
- 清水浜
  - 大畑
  - 大上坊
  - 釜脇
  - 蛇王
  - 竹の森
  - 川向
  - 田中
  - 川畑
  - 中村
  - 井戸畑
  - 小森
  - 宮
  - 向細浦
  - 新
  - 後畑
  - 浜畑
  - 大窪
  - 平松
  - 竹の下
  - 野々下
  - 東根
  - 熊の下
  - 塩入

#### 行政区
南三陸町例規「南三陸町行政区の設置に関する規則」によれば、志津川における行政区と住所の対応は以下の通りになっている。
| 大字   | 小字                                                 | 範囲   | 行政区       |
| ------ | ---------------------------------------------------- | ------ | ------------ |
| 志津川 | 黒崎                                                 | 全部   | 林区         |
| 志津川 | 内山                                                 | 全部   | 林区         |
| 志津川 | 林                                                   | 一部   | 林区         |
| 志津川 | 大久保                                               | 一部   | 林区         |
| 志津川 | 林                                                   | 一部   | 大久保区     |
| 志津川 | 大久保                                               | 一部   | 大久保区     |
| 志津川 | 上保呂毛                                             | 全部   | 保呂毛区     |
| 志津川 | 下保呂毛                                             | 一部   | 保呂毛区     |
| 志津川 | 竹川原                                               | 一部   | 保呂毛区     |
| 志津川 | 田尻畑                                               | 一部   | 保呂毛区     |
| 志津川 | 廻館                                                 | 一部   | 保呂毛区     |
| 志津川 | 下保呂毛                                             | 一部   | 田尻畑区     |
| 志津川 | 竹川原                                               | 一部   | 田尻畑区     |
| 志津川 | 田尻畑                                               | 一部   | 田尻畑区     |
| 志津川 | 廻館                                                 | 一部   | 田尻畑区     |
| 志津川 | 廻館                                                 | 一部   | 旭ヶ丘区     |
| 志津川 | 小森                                                 | 全部   | 小森区       |
| 志津川 | 熊田                                                 | 全部   | 小森区       |
| 志津川 | 秋目川                                               | 全部   | 小森区       |
| 志津川 | 廻館                                                 | 一部   | 小森区       |
| 志津川 | 御前下                                               | 一部   | 小森区       |
| 志津川 | 中瀬町                                               | 一部   | 八幡町区     |
| 志津川 | 廻館前                                               | 一部   | 八幡町区     |
| 志津川 | 塩入                                                 | 一部   | 八幡町区     |
| 志津川 | 助作                                                 | 全部   | 五日町区     |
| 志津川 | 城場                                                 | 全部   | 五日町区     |
| 志津川 | 上の山                                               | 一部   | 五日町区     |
| 志津川 | 五日町                                               | 一部   | 五日町区     |
| 志津川 | 十日町                                               | 全部   | 十日町区     |
| 志津川 | 上の山                                               | 一部   | 十日町区     |
| 志津川 | 五日町                                               | 一部   | 十日町区     |
| 志津川 | 大森、大森町、天王前の一部、天王山の一部、袖浜の一部 | 全部   | 大森区       |
| 志津川 | 大森町                                               | 全部   | 大森区       |
| 志津川 | 天王前                                               | 一部   | 大森区       |
| 志津川 | 天王山                                               | 一部   | 大森区       |
| 志津川 | 袖浜                                                 | 一部   | 大森区       |
| 志津川 | 新井田                                               | 一部   | 志津川中央区 |
| 志津川 | 新井田                                               | 一部   | 中央区       |
| 志津川 | 新井田、磯の沢、平井田、天王前の一部、天王山の一部   | 全部   | 新井田区     |
| 志津川 | 磯の沢                                               | 全部   | 新井田区     |
| 志津川 | 平井田                                               | 全部   | 新井田区     |
| 志津川 | 一部                                                 | 天王前 | 新井田区     |
| 志津川 | 一部                                                 | 天王山 | 新井田区     |
| 志津川 | 沼田                                                 | 一部   | 沼田区       |
| 志津川 | 天王山                                               | 一部   | 沼田区       |
| 志津川 | 袖浜                                                 | 一部   | 沼田区       |
| 志津川 | 平磯                                                 | 一部   | 沼田区       |
| 志津川 | 天王山                                               | 一部   | 東ケ丘区     |
| 志津川 | 天王山                                               | 一部   | 天王山中央区 |
| 志津川 | 天王山                                               | 一部   | 天王山区     |
| 志津川 | 沼田                                                 | 一部   | 沼田東区     |
| 志津川 | 袖浜                                                 | 一部   | 沼田東区     |
| 志津川 | 袖浜                                                 | 一部   | 袖浜区       |
| 志津川 | 袖浜                                                 | 一部   | 平西区       |
| 志津川 | 平磯                                                 | 一部   | 平西区       |
| 志津川 | 沼田                                                 | 一部   | 平西区       |
| 志津川 | 深田                                                 | 全部   | 平東区       |
| 志津川 | 平磯                                                 | 一部   | 平東区       |
| 志津川 | 蒲の沢                                               | 全部   | 荒西区       |
| 志津川 | 平貝                                                 | 一部   | 荒西区       |
| 志津川 | 北の又                                               | 全部   | 荒東区       |
| 志津川 | 権現                                                 | 全部   | 荒東区       |
| 志津川 | 平貝                                                 | 一部   | 荒東区       |
| 志津川 | 大沢                                                 | 全部   | 双苗区       |
| 志津川 | 大上坊                                               | 全部   | 大上坊区     |
| 志津川 | 米広                                                 | 全部   | 大上坊区     |
| 志津川 | 松井田                                               | 一部   | 大上坊区     |
| 志津川 | 大畑                                                 | 一部   | 大上坊区     |
| 志津川 | 清水浜                                               | 全部   | 清水区       |
| 志津川 | 内井田                                               |        | 清水区       |
| 志津川 | 荒坂                                                 |        | 清水区       |
| 志津川 | 阿曽                                                 |        | 清水区       |
| 志津川 | 松井田                                               | 一部   | 清水区       |
| 志津川 | 大畑                                                 | 一部   | 清水区       |
| 志津川 | 蛇王                                                 | 全部   | 細浦区       |
| 志津川 | 細浦                                                 | 全部   | 細浦区       |
| 志津川 | 森山                                                 | 全部   | 細浦区       |
| 志津川 | 西田                                                 | 一部   | 細浦区       |
| 志津川 | 西田                                                 | 一部   | 西田区       |

### 地価
2024年（令和6年）の公示地価によれば、下記の志津川の宅地および宅地見込地における地価は次の通りである。
都道府県地価調査
- 志津川字廻館15番149（南三陸-1） : 14,800円/m2
- 志津川字沼田100番39（南三陸-2） : 18,300円/m2
- 志津川字沼田150番79（南三陸9-1） : 15,500円/m2

## 歴史

### 中世
往古、志津川の地は、摂関家の荘園であった本吉庄の中に包含されていたとされる。この荘園の創設時期は不明であるが、史料上の初出は藤原道長の日記である台記の仁平三年九月十四日の条であり、それによると本吉庄は藤原忠実が藤原頼長に譲与した五荘園の一つであると記されている。しかし、1156年（保元元年）の保元の乱で崇徳上皇側に与した頼長は敗死し、本吉庄は没収され、後白河天皇の後院領となった。その後の本吉庄については、歴史的史料に記述がないため不明であるが、奥州藤原氏が奥州の地で台頭したことにより、藤原秀衡の四男である本吉冠者高衡が本吉庄を管理するようになったということは確かである。平泉志には
とある。
奥州合戦で奥州藤原氏が源頼朝率いる鎌倉政権に滅ばされると、奥州は源頼朝の勢力下におかれ、各地に地頭が配置された。しかし、志津川の地を具体的に誰が統治したのかということは室町時代まで明らかではない。
1418年（応永25年）、三迫の戦いで軍功をあげた葛西満信の子、葛西重信が西館氏（のちに本吉氏）を名乗り、本吉郡に清水川、清水、荒砥などの土地、一千町歩を与えられた。重信は後に、北沢の城主である鈴木重行が鬼柳氏と共に葛西氏に反抗したことにより没収された歌津、入谷、折立、南沢、北沢、山田、小泉などの所領を得た。その領地は重信、信輔、信胤、重胤、重継と継承されていった。しかし、本吉氏は葛西一族であったが、葛西氏というのは元々、統制力の弱い大名であったことから、葛西氏に度々反乱を起こした。享禄4年（1531年）および天文5年（1536年）に本吉重胤が、天文22年（1553年）および元亀元年（1570年）、天正元年（1573年）に本吉重継が反乱を起こした。結果として、本吉氏は衰え、気仙郡の浜田氏に圧迫されて志津川に近い清水などを失った。
志津川に本吉氏が領地を有するようになってからは隣接する馬籠氏との摩擦は避けられない運命であった。永正2年（1505年）には清水川邑で本吉信胤と馬籠政次が戦った。葛西稙信は馬籠政次に与したということもあり、本吉信胤は敗れて一部領土を失った。本吉氏と馬籠氏の確執は激化し、天正14年（1586年）4月に大規模な合戦が起こった。合戦では、まず本吉軍が兵船を連ねて平磯に上陸し荒坂から清水の大窪館を攻撃した。この戦いで本吉軍の大将黒崎兵部が討ち取られたため、本吉軍は一旦引き上げ、再び5月に歌津へ攻め込んだ。戦況はいずれに有利とも決まらぬままに過ぎたが、やがて葛西晴信が介入し、本吉軍は浜田氏や桃生郡の諸将の挟撃を受けて降伏した。本吉氏は背叛の汚名を被り、領地の大半は没収され、本吉氏はより一層勢力を失うことになった。その後、本吉氏の後裔は南部信直を頼ったとされるが定かではない。

### 近世
江戸期には、仙台藩に属し本吉郡南方中奥郡奉行の支配下におかれ、気仙道を含む三街道が志津川を経由するようになった。そのため、安永風土記によると志津川には五日町と十日町からなる宿場があったとされる。五日町と十日町は高橋仁左衛門により清水川街区割が行われた際に気仙道沿いに成立した町で、以降、現代に至るまで五日町と十日町および八幡町周辺を軸にまちづくりが行われていった。
安永3年頃（1774年）の志津川の人口は1,848人、荒砥浜の人口は744人、清水浜の人口は771人で、文政11年頃（1828年）の志津川の人口は1,703人、荒砥浜の人口は736人、清水浜の人口は690人であった。
天明期には、志津川を含む東北地方一帯で、やませと呼ばれる冷涼な北東風によって引き起こされた冷害が原因とされる天明の飢饉である。志津川を含む太平洋沿岸地方は耕地面積が少ない上に冷害を受けやすかったため、飢饉の死亡率は他の仙台藩領内地域に比べて突出して高かった。物価も高騰し、天明4年5,6月には米が前年三月の6倍以上の値段になった。大麦、小麦、大豆、粟、稗、蕎についても同様に暴騰した。これに対して藩・知行主・村役人・農民・庶民はそれぞれ様々な対処をした。仙台藩は尾張米の移入や銀札の発行を実施した。尾張米は天明4年7月4日に志津川へと運ばれ、1切6升5合から4升8合の相場のところ1切1斗2升位で販売したため、相場を下げることに成功したとされる。銀札は不換紙幣であったあったが銀札に対する信用が薄く、志津川では天明4年4月14日に1貫であったものが、4月25日に600文、5月に500文、6月に400文と下がり、11月には30文となり、価値がほとんど無くなった。知行主・村役人は大根種の配布寄合吟味、大麦からの二度打ち直し、大麦の貯蓄、米相与、金石等相得などを行った。これらの対処は実効性のあるものであったが、その場しのぎで断片的なものが多かった。農民・庶民は家財の売却、盗みや火付けなどを行った。入谷においては飢饉時に間引（赤子殺し）が行われたという記録が残っているが、志津川において間引が一般的に実施されたかは不明である。

### 近代
明治期、志津川村・荒砥浜・清水浜は合併して、本吉村となった。明治10年頃に編纂された「陸前国本吉郡地誌」には
とあり、陸上の交通が不便なことを指摘している。耕地については
とあり、地味悪く生産力の高い地域とはいえなかった。同年の本吉村の統計は戸数532戸（平民523戸、神社4戸、寺5戸）、人口3,160人（男1,630人、1,530人）、馬220頭、日本型船272艘、農業従事戸数300戸、漁業従事戸数222戸であった。また「陸前国本吉郡地誌」には本吉村の特産品として、焼ハモ、イリコ、生糸、タコがあげられている。
1878年（明治11年）、郡区町村編成法が施行され県庁所在地である仙台に近いという理由で本吉村に本吉郡役所が置かれた。しかし、志津川の地は、牡鹿郡役所が置かれた石巻や志田郡役所が置かれた古川のように自他ともに認める郡の中心的地位を占めておらず、郡北の気仙沼と常にしのぎを削っていた。そんななか、加美郡を除く宮城県内の各郡で旧藩政時代の代官所、村役場あるいは民家を郡役所として利用しており郡役所の新築計画もないことが問題視され、1895年（明治28年）11月16日に県議会で郡役所の新築が決定された。それと同時期に本吉郡役所を郡南の本吉村から郡中央に位置する御岳村に移転する事が郡会で決議された。志津川町によれば、これは気仙沼をはじめとした郡北出身の議員たちの思惑が働いたのだとされる。志津川町にとって郡役所の転出は町の盛衰に関わるため、郡会決議取消要求に向けて運動を始めた。気仙沼町では御岳村への移転こそが最適として熱心な運動を始めていた。移転不可論を唱えた郡南出身議員らの主張は「1878年に郡役所が志津川に置かれてから少しの弊害もなかったのに、単に郡の中央に位置していないというだけで移転するのは不適である」「志津川は郵便事情および交通の便がよく、中央政府と往復書簡をするにも都合の良い土地である」「御岳村は山間僻地にあり、商工業も振るわず郡役所の位置としては不適である」というものであった。反対に移転賛成論を唱えた郡北出身議員らの主張は「郡会で移転案が可決されたのに反対派が移転不可論を唱えるのは正当性がない」「土地の繁閑で郡役所の位置を定めるというならば郡下一の都会である気仙沼に郡役所を移転すべきである」というものであった。郡役所の新築の断行を行ってしまうと郡民が南北に分かれて争いが生じる可能性があったため、歴代郡長は郡役所を新築することがしばらく叶わなかったが、1902年（明治35年）に郡長の大立目謙吾が調停をした結果、志津川町に8,000円の予算（うち1,000円は志津川町が支払う）の新築郡役所を建設することが決定した。その後、志津川は郡庁所在地としてあり続けたが、御岳村ないし気仙沼への郡役所移転論は根強く存続し続けた。なお、1926年（大正15年）の郡役所廃止以降も、1942年（昭和17年）7月1日に郡役所の後継組織として本吉地方県事務所が志津川に設置されるなど、本吉郡行政の中心を担っていたが、1982年（昭和57年）8月1日に気仙沼県事務所が新たに気仙沼に設置されると、気仙沼・本吉地域の行政の中枢の地位は気仙沼へと移っていった。
1896年（明治29年）6月15日、明治三陸地震が発生し、その後津波が太平洋沿岸部を襲い志津川町（初代）で死者375名、負傷165名、流出家屋142戸、損壊家屋62戸の被害を出した。特に清水浜と細浦の被害は甚大で、清水浜は67戸のうち流出60戸、半壊2戸で死者は168名の被害を出し、細浦は38戸のうち流出34戸で死者は122名の被害を出すなど壊滅状態であった。津波は「百雷の一時に落下する」ようであったとされ、志津川市街地の負傷者らは病院や学校へと運搬された。町長であった豊川宝光は街中の有力者らに炊き出しをさせ、被災者に握り飯を給した。志津川小学校清水分教場では、津波により校舎が流出し、当時分教場に在籍していた児童42名のうち18名の児童が死亡した。校舎が流出した清水分教場はもちろん、志津川小学校は施設が救急病院として転用され、しばらくの間、校舎で授業を実施する事ができなかった。これに対して県は寺院・民家を借りて、またそれができないときは「晴日樹陰ニ於テ」でも授業を再開せよと指示している。
1933年（昭和8年）3月3日午前2時30分ごろ、三陸はるか沖合で強い地震が発生し、3時5分ごろ志津川に津波が到達した。志津川では5.4mの波が、清水浜ねは3.6mの波が、細浦では3.6mの波が計測された。防波堤の工事が完了していたこともあり、津波の被害は明治三陸地震よりか小さかったが、負傷3名、流出家屋2戸、損壊家屋3戸、浸水家屋196戸、被害総額43,942円の被害を出した。
1937年（昭和12年）5月4日午前2時50分ごろ、五日町の銭湯を火元にして火事が発生した。火は強い西風に煽られ、繁華街だった五日町と十日町の大半を焼き尽くした。志津川町、登米町、気仙沼町、佐沼町、若柳町の消防が出動し、青年団、在郷軍人らの応援で午前6時ごろに鎮火したものの、焼失家屋336戸、罹災者1500名以上を出した。罹災者は元郡役所、志津川座、海嘯記念館、旭製糸工場などに分宿した。

#### 旭製糸の興亡
志津川地方において製糸は有力製糸家のマニュファクチュア的経営と県指導による組合経営により行われていたが、長野などの先進製糸地帯に対抗するために、本吉村の有力製糸家27名の出資のもと、旭館製糸機械場（1894年からは旭製糸株式会社）が1888年（明治21年）7月に設立された。生産規模は100人繰りといわれ、創業当時としては全国でも最大クラスであった。定款には、
とあり、品質の良い生糸を海外に直輸することを目的としていた。しかし、1896年（明治29年）になるとアメリカの生糸市場が悪化して直輸入が困難になり、この年の春挽き生糸から直輸入ではなく通常の売り込み問屋などに委託して横浜市場で販売するように変わっていった。それでも会社は順調に発展していき、設立当初は3,500円だった資本金が1894年には8,000円、1899年には10,000円、1902年には20,000円となり、1900年の生糸生産高は3,000貫を越え、明治末には4,500貫に達している。本吉郡内に3工場しかなかった機械製糸場は県の奨励指導によって、1896年から1905年の間に7工場が新たに設立された。明治後期にピークを作った本吉郡の製糸業は明治後期は、第一次世界大戦戦後から減少しはじめて、1926年には旭館製糸機械場を含む4工場のみとなった。この中でも旭製糸は400人繰りの規模を維持し、郡内では抜群、県内でもトップクラスの大工場として発展していた。
旭製糸は定款の最後には
とあり、旭製糸が電燈事業兼営の事が規定されている。この事業を構造するに至った理由は製糸工場の蒸気タービンの余力を発電事業に利用したいということと郡内の気仙沼ではじまった電燈事業に触発されたということが挙げられる。旭製糸は県内では8番目の電燈事業会社として1911年11月25日に事業認可を受け、県内の電燈事業者のなかで4番目に営業を開始した。製糸場の蒸気タービンを利用した発電（10 kW）と志津川第二発電所のガス火力発電（14.4 kW）の発電を行い、志津川町内に電気を供給した。
やがて、需要が拡大するにつれ、製糸業との兼営は困難となり、1917年（大正6年）6月1日、電燈事業を志津川電燈株式会社に譲渡した。しかし、志津川電燈株式会社が1918年（大正7年）5月に登米郡佐沼町（現在の登米市迫町佐沼）の東北電気株式会社に、東北電気株式会社が1919年（大正8年）6月に鳴瀬川水力電気株式会社（後の東北電燈株式会社）に吸収され、鳴瀬川水力電気株式会社が1929年（昭和4年）に事業を宮城県営電気に譲渡するなど、志津川の電力供給の担い手は度々変わった。
昭和恐慌の時代となると、養蚕業が産業の一角を担っていた志津川は生糸価格の大幅下落により急激に衰退していった。それに加えて凶作不況やステープル・ファイバーと呼ばれる化学繊維の普及もあり、養蚕農家戸数も1929年（昭和4年）から1937年（昭和12年）にかけて40%減少した上、総収繭量も62%減少していた。それに伴い製糸業も衰退の一途をたどっていった。生糸生産量は1932年（昭和7年）を境に一挙に減少していき、1926年（昭和元年）時点で生糸生産量4,790貫、生産価格526,900円であったのに対し、1937年（昭和12年）には生糸生産量700貫、生産価格34,300円まで落ち込んだ。そして一時は志津川町の工業生産高のうち85%以上を占めていた旭製糸は1937年（昭和12年）7月に創業以来50年の歴史に幕を閉じ、志津川から工業らしい工業は失われていった。旭製糸の廃業以降、志津川の主産業は水産業となった。

### 現代
終戦直後の1945年（昭和20年）は稀に見る大凶作の年で、志津川町は報告書で
と述べている。そのため、生産農家に対する強制的な食糧供出が実行され自家飯米ですら供出された。役場職員、県の調査官、警察官、米軍兵士らが村を回り、米隠匿の摘発を行ったとされる。さらに復員によるトラブルや大雨洪水などの大災害など志津川にとって苦難の多い年であった。
1960年（昭和35年）5月24日にはチリ地震に伴う大津波が当地を襲った。この大津波は5月23日午前4時（JST）に南米チリ沖で発生した地震に伴って発生した津波であり、はじめ5月24日午前3時ごろに高潮となって志津川に到達したのち、同日午前4時42分ごろに高さ5.5mの大津波となって志津川に襲来した。志津川では住民からの高潮の通報を受け、志津川警察署は各駐在所に厳戒態勢を指示した。4時13分ごろに署長が八幡川を見に行ったところ、異常な速さで潮が引き始めており、大津波襲来を確信した署長は4時18分ごろにサイレンを鳴らして津波警報を発令した。なお、その当時の引き潮について「志津川湾で荒島まで水が引き、ゴロゴロとした岩だらけの海底が姿を現した」ほどだったとされる。警報発令後、警察は消防団と連携して自動車・自転車を用いた広報・避難誘導にあたった。4時37分ごろに津波が護岸や堤防を突破し、市街地を飲み込んでいった。高台や堅牢な建物の2階に逃れた人々は無事であったが、のべ41名が犠牲となった。警察署が早い段階でサイレンを鳴らしていたにもかかわらず、多くの犠牲者が出た原因として志津川町は「地震がなかったことや昭和三陸津波による被害が軽微であったことから、浜に出て波に取り残された魚を捕まえる人がいたなど、十分な警戒をとることができなかった」ためであろうと分析している。津波により、新井田川沿いの家屋を中心に破壊され、大森や汐見、本浜といった地区が壊滅し、市街地には家屋の残骸や瓦礫、木材工場から流出した木材などが散乱した。志津川小学校も浸水被害を受け、6月9日になるまで授業を実施できなかった。被災後、志津川町は市街地の95%に相当する28ヘクタールで土地区画整理事業を実施し、1964年（昭和64年）度に新市街地が完成した。
1977年（昭和52年）には気仙沼線が志津川にも開通した。志津川では人々が鉄道開通に湧き、志津川公民館では実に1,400人が開通式典に参加した。志津川における鉄道開通は志津川の人々の悲願であり、その計画は大正期から存在していた。大正井、志津川町長を務めていた高橋長七郎は志津川における鉄道敷設のために運動することを決心、1919年（大正8年）に町長職を辞して衆議院議員に転身した。高橋の働きかけにより、1922年（大正11年）4月11日、「宮城県気仙沼ヨリ津谷、志津川ヲ経テ前谷地ニ至ル鉄道」の気仙沼線が建設予定線に編入された。志津川では三陸鉄道速成同盟が1927年（昭和2年）8月末に発足するなど、鉄道建設に多いに盛り上がりをみせた。しかし、立憲民政党による緊縮財政や昭和三陸津波、志津川ではなく佐沼町や田尻町を経由するべきだという内陸地域との対立もあり、建設計画は順調とは言えなかった。1936年（昭和11年）になり、ようやく意見がまとまって工事が開始されたが、日中戦争が開戦したことにより、工事は翌年に中止された。しかも工事は事務所の建設や電話の架設程度で終わった。ただし、1939年（昭和14年）には八田嘉明とパイプをもっていた実業家である佐久間源三郎の陳情もあり、工事が再開したがこれも1943年（昭和18年）8月に中止されている。戦後になっても工事が再開する見通しがつかないままであったが、当時の志津川町長田中完義を中心に鉄道建設工事再着工運動が展開された。田中は1947年（昭和22年）に町長に当選するや直ちに鉄道敷設を唱え、関連省庁へ働きかけた。当時、田中は志津川町にいるよりか運輸省や国鉄に出かける日が多いということもあって「不在町長」「鉄道町長」と揶揄されることもあったが、田中町長などの運動の甲斐もあって、1953年（昭和28年）に再着工した。国の緊縮予算や戦後の復興途上という背景もあって気仙沼線はまず、気仙沼駅-本吉駅間が、次に前谷地駅-柳津駅が、最後に本吉駅-柳津駅が開通するという段階的な開通となった。本吉駅-柳津駅の工区に含まれていた志津川駅は鉄道敷設計画浮上から55年のときを経て、1977年（昭和52年）に開通した。
2011年（平成23年）3月11日には、東北地方太平洋沖地震による被害を受け、市街地が壊滅した。被災後、南三陸町が主体となり、新たな市街地の設計や住宅地の建設が行われた。詳細は#東日本大震災を参照。
震災によって運休していた気仙沼線は2012年（平成24年）8月20日より、代替措置として気仙沼線BRTの運行を開始、東日本旅客鉄道はこれを仮復旧と位置付けた。しかし、2016年（平成28年）3月18日に東日本旅客鉄道はBRTの運行をもって本復旧とすることを発表し、2020年（令和2年）4月1日に東日本旅客鉄道は志津川駅・清水浜駅を含む気仙沼線のBRT運行区間の鉄道事業を廃止した。

### 沿革
※新暦導入以前（明治5年以前）の日付は和暦による旧暦で表記する。丸括弧内は西暦で、1581年以前はユリウス暦、1582年以降はグレゴリオ暦。
- 久安4年（1148年） - 関白藤原忠実がその子頼長に本吉庄を譲る[130]。
- 保元2年（1157年） - 本吉庄が没収され、後院領となる[130]。
- 応永25年（1418年） - 葛西重信が西館氏と称して、清水川、清水、荒砥などの土地、一千町歩を与えられる[131][7]。
- 永正2年（1505年） - 本吉信胤と馬籠政次が清水川邑で戦う[57]。
- 天正2年（1574年） - 本吉重継が葛西氏に反し、清水川山中で戦う[132]。
- 天正14年（1586年）4月 - 本吉氏と馬籠氏が清水浜で戦う[57]。
- 天正19年（1591年） - 伊達氏の支配下に置かれる[133]。
- 慶安3年（1650年） - 高橋仁左衛門により清水川街区割が行われる[134]。
- 享保8年（1723年） - 志津川で大火[135]。448戸焼失[135]。
- 宝暦2年（1752年）8月 - 清水浜と歌津村の境界が確定し、長年の村境争いが決着する[136]。
- 天明3年（1783年） - 天明の飢饉が起き、餓死者・病死者が出る[135]。
- 天明4年（1784年） - 志津川で大火[137]。104戸焼失[137]。
- 明治元年12月12日 - 高崎藩の支配下に置かれる[138]。
- 明治2年
  - 7月20日 - 桃生県に属する[138]。
  - 8月13日 - 石巻県に属する[138]。
- 明治3年9月28日 - 登米県に属する[138]。
- 明治4年
  - 11月2日 - 一関県に属する[139]。
  - 12月13日 - 水沢県に属する[139]。
- 明治5年6月20日 - 大区小区制が施行され、志津川村・荒砥浜・清水浜は第18大区小50区に組み込まれた[140]。
- 1873年（明治6年）3月 - 大区小区制が改正され、志津川村・荒砥浜・清水浜は第19大区小50区に組み込まれた[140]。
- 1874年（明治7年）6月 - 大区小区制が改正され、志津川村・荒砥浜・清水浜は第2大区小2区に組み込まれた[140]。
- 1875年（明治8年）
  - 10月14日 - 志津川村・荒砥浜・清水浜が合併して本吉村が成立[141]。
  - 11月22日 - 宮城県に属する[139]。
- 1878年（明治11年）10月21日 - 郡区町村編成法が施行され、当地に本吉郡役所が置かれた[10]。
- 1889年（明治22年）4月 - 本吉村が町村制を施行する[141]。
- 1895年（明治28年）10月 - 本吉村が町制を施行し、志津川町と改称する[142]。
- 1903年（明治36年） - 袖浜に志津川町漁業組合設立[143]。
- 1913年（大正2年）3月1日 - 志津川郵便局に電話が開通する[144]。
- 1937年（昭和12年） 5月4日 - 志津川大火[92]。
- 1942年（昭和17年）7月1日 - 宮城県本吉地方県事務所が設置される[12]。
- 1945年（昭和20年）8月10日 - 米軍により空襲を受ける[145]。
- 1955年（昭和30年）3月1日 - 志津川町（初代）、戸倉村、入谷村が合併し、志津川町（2代）が成立した[146]。
- 1958年（昭和33年）8月1日 - 本吉地方県事務所廃止[12]。同時に宮城県志津川県税事務所設置[12]。
- 1960年（昭和30年）5月24日 - チリ地震に伴う大津波襲来[107]。
- 1977年（昭和52年）12月11日 - 気仙沼線が全線開通し志津川駅と清水浜駅が開業[116]。
- 1964年（昭和64年）度 - 土地区画整理事業完了[115]。
- 2005年（平成17年）10月1日 - 本吉郡志津川町が同郡歌津町と合併し、同郡南三陸町が設置されるに伴い、志津川町大字なしの区域を以て志津川が成立[6]。
- 2011年（平成23年）3月11日 - 東北地方太平洋沖地震が発生し被害を受ける。
- 2017年（平成29年）3月3日 - 南三陸さんさん商店街がオープンする[147]。
- 2021年（令和3年）10月1日 - 志津川駅が南三陸さんさん商店街内に移転する[148]。

#### 行政区域の変遷
以下に志津川の行政区域の歴史的変遷を記す。
| 〜1875年 | 1875年〜1895年 | 1895年〜1955年 | 1955年〜2005年   | 2005年〜現在   |
| -------- | -------------- | -------------- | ---------------- | -------------- |
| 志津川村 | 本吉村         | 志津川町       | 志津川町（一部） | 南三陸町志津川 |
| 清水浜   | 本吉村         | 志津川町       | 志津川町（一部） | 南三陸町志津川 |
| 荒砥浜   | 本吉村         | 志津川町       | 志津川町（一部） | 南三陸町志津川 |

### 地名の由来
安永風土記には
とある。つまり、古くは本吉や本吉本郷と呼んでいたが、朝日館の一隅に清水が湧き出る所があり、これが流れて海に注いでいたため清水川と名付けられた後に志津川となったということを由来とする。

## 施設
- 南三陸町地方卸売市場（志津川字旭ケ浦地内）[150]
- 南三陸311メモリアル（志津川字五日町200番地1）[151]
- 南三陸さんさん商店街（志津川字五日町201番地5）[152]
- 清水地区集会所（志津川字内井田52番地42）[153]
- 荒島・楽天パーク（志津川字大森地内）[154]
- 荒砥コミュニティセンター（志津川字蒲の沢226番地3）[153]
- 保呂毛生活センター（志津川字上保呂毛33番地1）[153]
- 南三陸ホテル観洋（志津川字黒崎99番地17）[155]
- 南三陸町立志津川小学校（志津川字城場75番地2）[156]
  - 志津川地区放課後児童クラブ[157]
- 南三陸町震災復興祈念公園（志津川字塩入外地内）[158]
- 南三陸町立志津川中学校（志津川字助作1番地1号）[159]
- 松原公園（志津川字助作202番地1）[160]
- サンオーレそではま海水浴場（志津川字袖浜地内）[161]
- 袖浜生活センター（志津川字袖浜144番地）[153]
- 平磯生活センター（志津川字袖浜229番地1）[153]
- 大上坊契約生活センター（志津川字大上坊56番地）[153]
- あさひ幼稚園（志津川字天王山38番地141）[162]
- 学校給食センター　（志津川字新井田34番地96）[157]
- 生涯学習センター（志津川字新井田165番地1）[157]
  - 南三陸町図書館[157]
- 志津川保育所（志津川字新井田166番地1）[157]
- 南三陸病院（志津川字沼田14番地3）[157]
- スポーツ交流村（志津川字沼田56番地）[157][160]
- 南三陸町役場（志津川字沼田101番地）[157]
- 地域子育て支援センター（志津川字沼田143番地）[157]
- 林生活センター（志津川字林87番地1）[153]
- 西田・細浦地区集会所（志津川字細浦49番地32）[153]
- 旭ヶ丘コミュニティセンター（志津川字廻館15番地73）[153]
- 宮城県南三陸高等学校（志津川字廻館92番地2）[163]

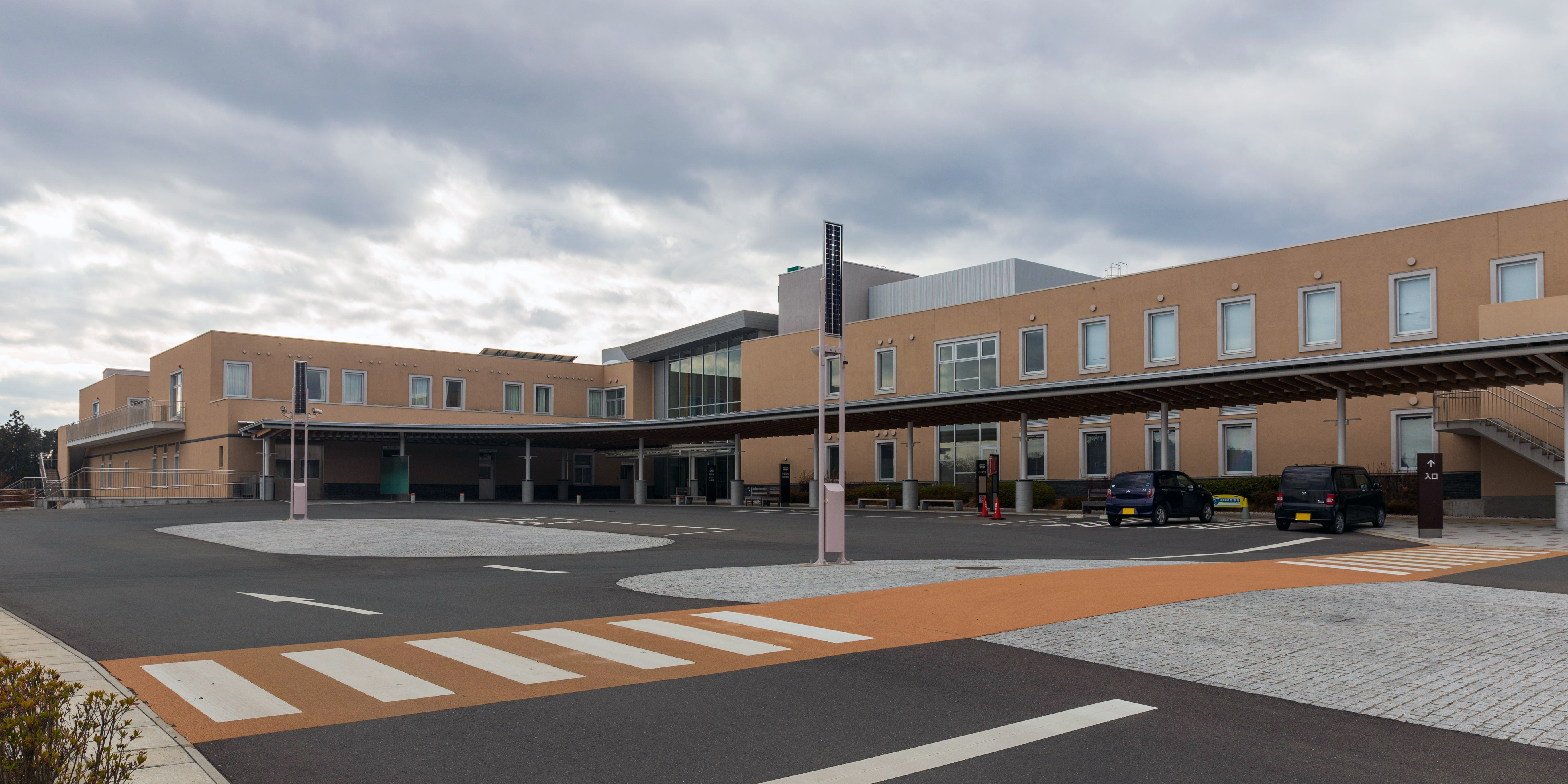
南三陸病院
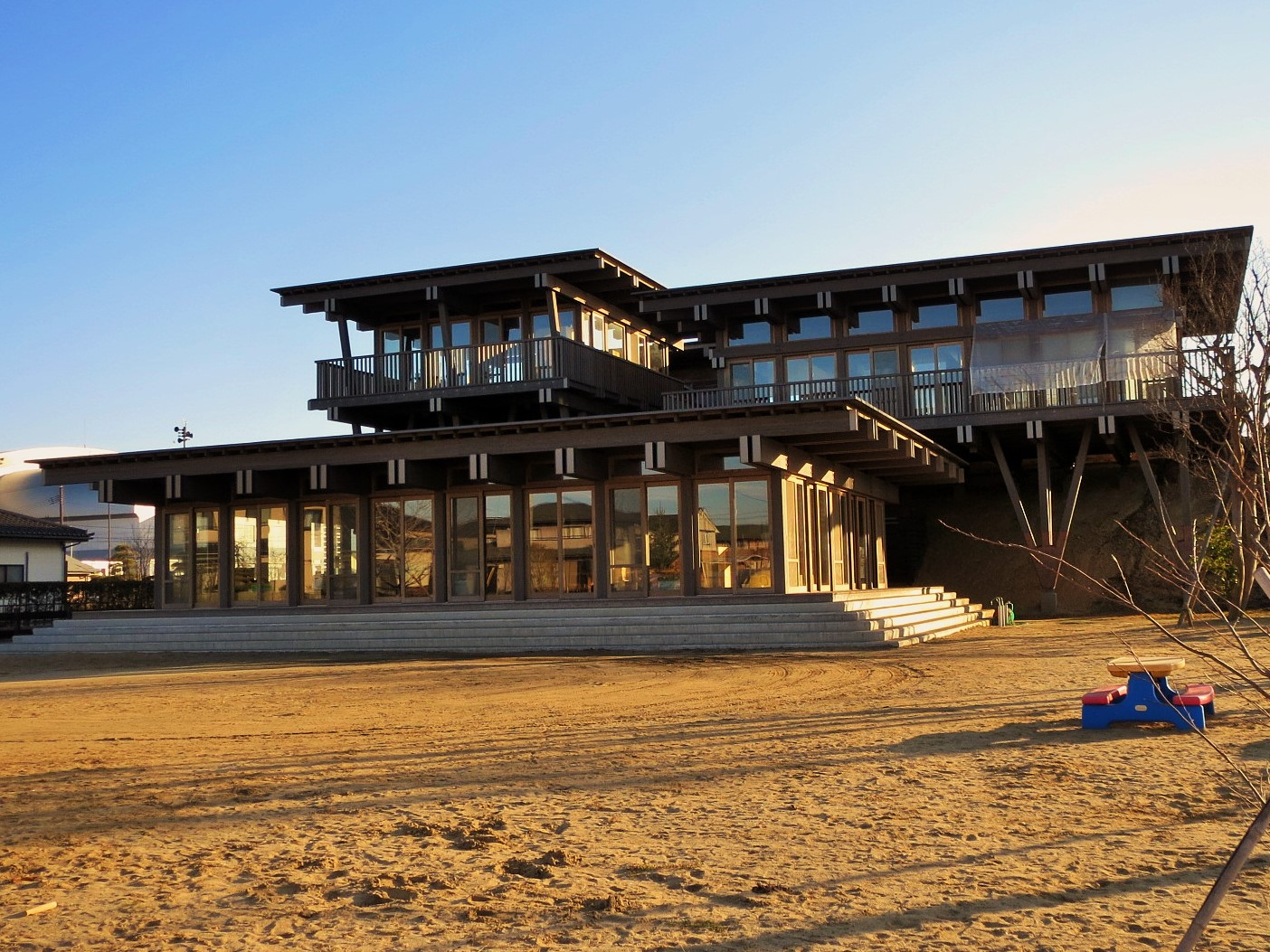
あさひ幼稚園

### 公設住宅・団地

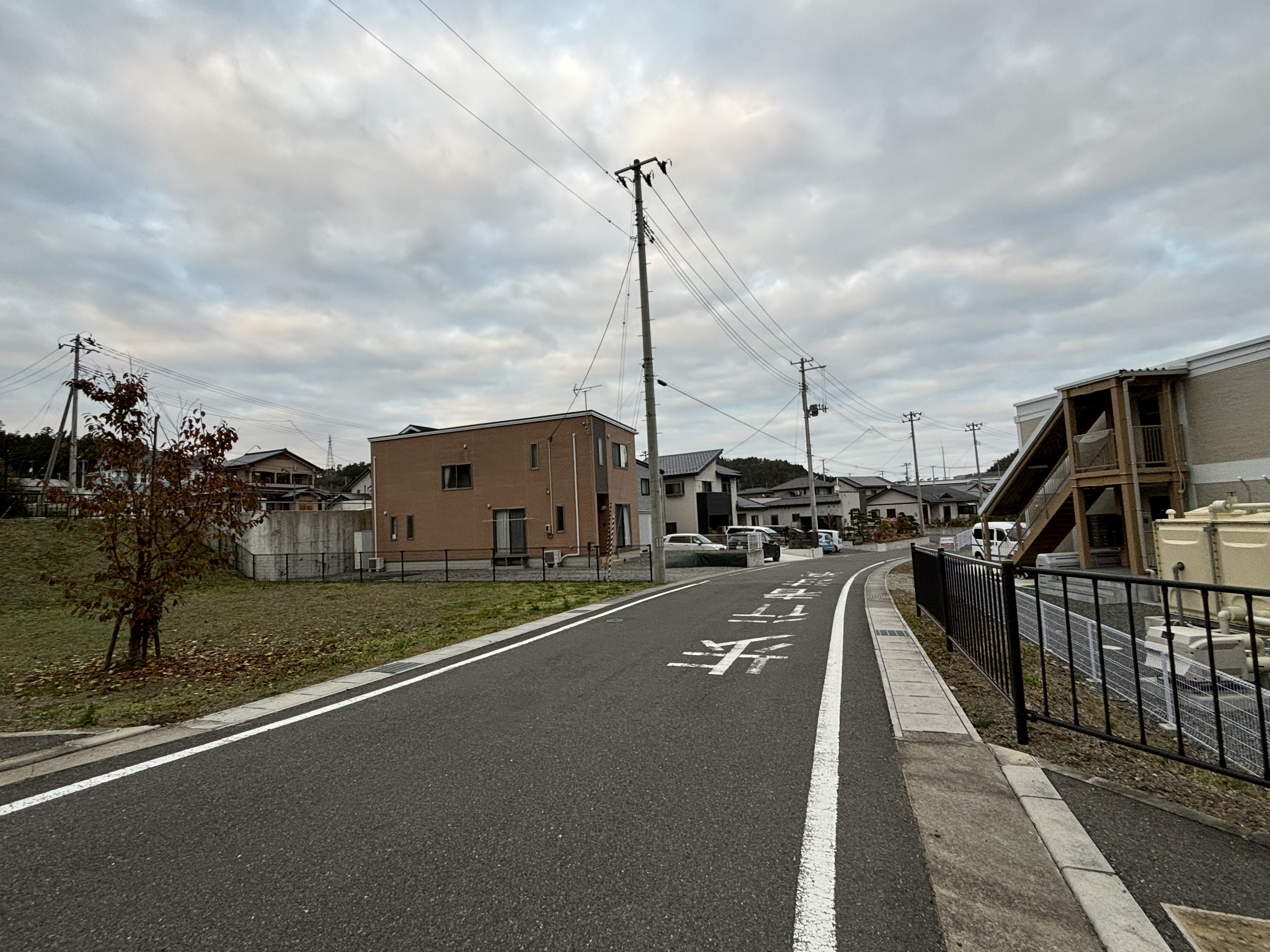
志津川中央団地

災害公営志津川東住宅
2017年（平成29年）1月10日落成。志津川字沼田地内に立地する公営住宅で、整備戸数は265戸、敷地面積39,755.43 m2、建設面積7,588.08 m2、延べ床面積19,314.93 m2、総工事費は71億8,200万円、施工業者はUR都市機構であった。計画では第1街区、第3街区から第5街区が共同住宅で、第2街区と第6街区が戸建住宅となっている。
災害公営志津川中央住宅
2017年（平成29年）2月28日落成。志津川字新井田地内に立地する公営住宅で、共同住宅（第1街区・第2街区）と戸建住宅（第3街区・第4街区）に分別される。共同住宅の整備戸数は4棟115戸で、敷地面積17,491 m2、建築面積は3,092 m2、延べ床面積は8,490 m2、総工事費は34億6,700万円、施工業者はUR都市機構であった。戸建住宅の整備戸数は32戸で、敷地面積5,980 m2、建築面積1,715 m2、延べ床面積2,249 m2、総工事費は6億6,700万円、施工業者はUR都市機構であった。小学校・保育園に近接していることが特徴として挙げられる。
災害公営志津川西住宅
2016年12月14日落成。志津川字廻館、田尻畑地内に立地する公営住宅で、第1街区・第2街区（東側に位置）と第3街区（西側に位置）で場所が異なり、計画では第1街区と第3街区は共同住宅、第2街区は戸建住宅となっている。整備戸数は11棟82戸で、敷地面積11,346.12 m2、建築面積2,587.06 m2、延べ床面積5,787.40 m2、総工事費は21億6,500万円、施工業者は宮城県（業務委託）であった。
西田・細浦団地
2014年9月30日落成。志津川字西田地内に立地する公設団地で整備戸数は19戸、面積は約1.6 haとなっている。
清水団地
2016年4月11日落成。志津川字内井田地内に立地する公設団地で整備戸数は54戸、面積は約4.1 haとなっている。
荒砥団地
2014年1月31日落成。志津川字平貝地内に立地する公設団地で整備戸数は6戸、面積は約0.6 haとなっている。
平磯団地
2014年1月31日落成。志津川字深田地内に立地する公設団地で整備戸数は6戸、面積は約0.4 haとなっている。
袖浜団地
2014年2月28日落成。志津川字袖浜地内に立地する公設団地で整備戸数は5戸、面積は約0.5 haとなっている。
志津川東団地
2016年10月31日落成。志津川字沼田地内他に立地する公設団地で道路を挟んで東側と西側にわかれる。整備戸数は154戸、東側の面積は約10.9 ha、西側の面積は約19.4 haとなっている。
志津川中央団地
2017年1月10日落成。志津川字新井田地内に立地する公設団地で整備戸数は135戸、面積は約17.3 haとなっている。
志津川西団地
2016年11月10日落成。志津川字廻館地内に立地する公設団地で整備戸数は70戸、面積は約8.3 haとなっている。

## 人口・世帯数
国勢調査によると2020年（令和2年）10月1日現在の志津川の世帯数と人口は以下の通りとなる。なお、字五日町、字清水浜、字西田、字天王前は秘匿措置が実施されており、字蛇王は合算地域を含む。
| 小字       | 世帯      | 男      | 女      | 外国人 | 人口    |
| ---------- | --------- | ------- | ------- | ------ | ------- |
| 字大久保   | 129世帯   | 150人   | 140人   | 3人    | 290人   |
| 字下保呂毛 | 50世帯    | 87人    | 90人    | 0人    | 177人   |
| 字廻館     | 359世帯   | 430人   | 439人   | 27人   | 869人   |
| 字御前下   | 155世帯   | 83人    | 72人    | 4人    | 155人   |
| 字助作     | 172世帯   | 192人   | 188人   | 3人    | 380人   |
| 字五日町   | 秘匿      | 秘匿    | 秘匿    | 秘匿   | 秘匿    |
| 字上の山   | 12世帯    | 6人     | 12人    | 0人    | 18人    |
| 字大森町   | 9世帯     | 10人    | 12人    | 0人    | 22人    |
| 字新井田   | 433世帯   | 495人   | 559人   | 23人   | 1,054人 |
| 字袖浜     | 39世帯    | 63人    | 67人    | 0人    | 130人   |
| 字平磯     | 151世帯   | 194人   | 249人   | 3人    | 443人   |
| 字深田     | 27世帯    | 36人    | 36人    | 0人    | 72人    |
| 字蒲の沢   | 61世帯    | 110人   | 148人   | 3人    | 258人   |
| 字平貝     | 39世帯    | 66人    | 76人    | 1人    | 142人   |
| 字大沢     | 7世帯     | 8人     | 9人     | 0人    | 17人    |
| 字米広     | 13世帯    | 15人    | 15人    | 0人    | 30人    |
| 字清水浜   | 秘匿      | 秘匿    | 秘匿    | 秘匿   | 秘匿    |
| 字蛇王     | 71世帯    | 104人   | 103人   | 2人    | 207人   |
| 字西田     | 秘匿      | 秘匿    | 秘匿    | 秘匿   | 秘匿    |
| 字天王前   | 秘匿      | 秘匿    | 秘匿    | 秘匿   | 秘匿    |
| 字大森     | 62世帯    | 77人    | 90人    | 1人    | 167人   |
| 字沼田     | 183世帯   | 196人   | 204人   | 32人   | 400人   |
| 合計       | 1,917世帯 | 2,399人 | 2,579人 | 102人  | 4,978人 |

### 人口の推移
以下は国勢調査による1995年から2020年における5年ごとの志津川の人口推移を表すグラフである。
| 1995年 | 9,422人 |  |
| 2000年 | 9,206人 |  |
| 2005年 | 8,612人 |  |
| 2010年 | 8,180人 |  |
| 2015年 | 4,511人 |  |
| 2020年 | 4,978人 |  |

## 交通

### 鉄道
東北地方太平洋沖地震による被害を受けるまでは、JR気仙沼線志津川駅および清水浜駅が鉄道駅として設置されていたが、現在は廃止されている。最寄駅は気仙沼駅や柳津駅が挙げられる。

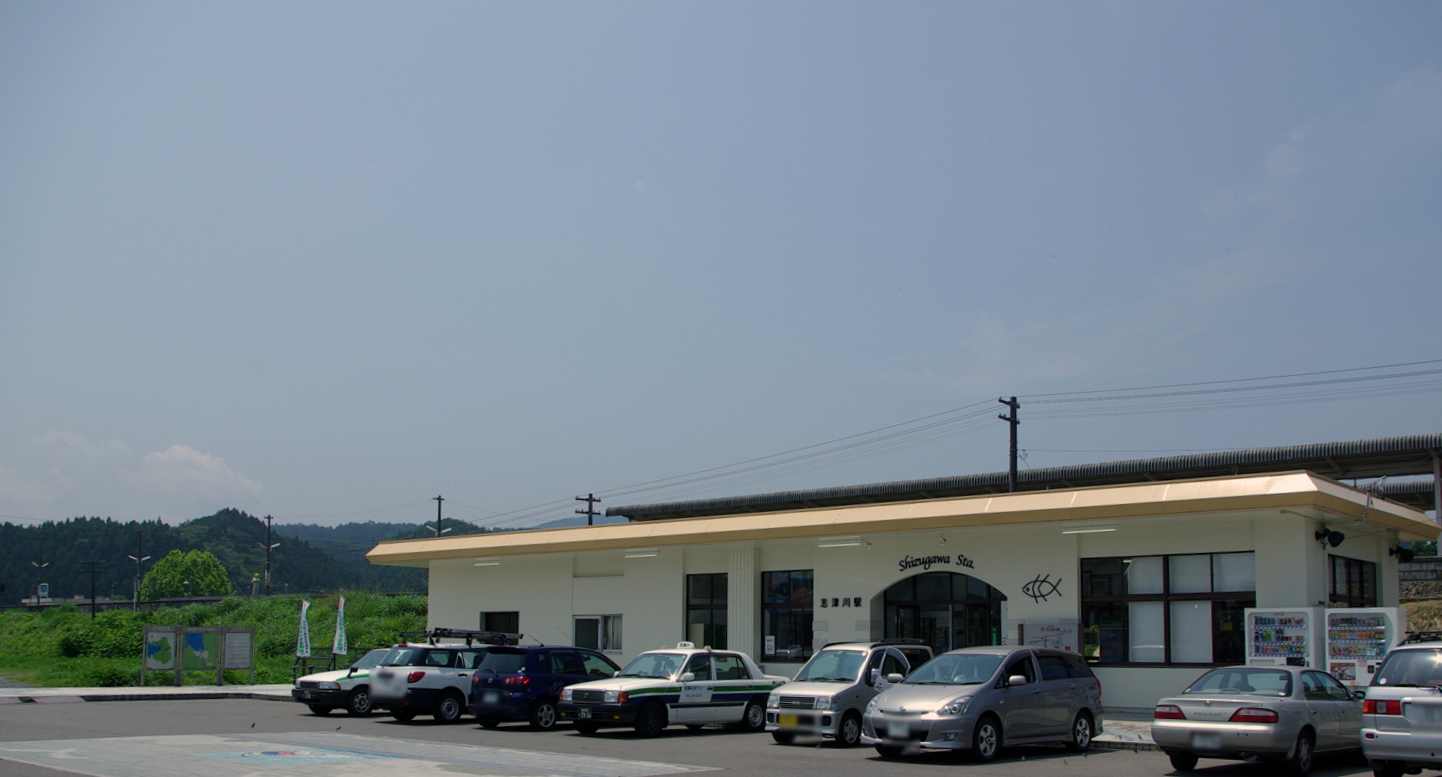
志津川駅（2009年頃）
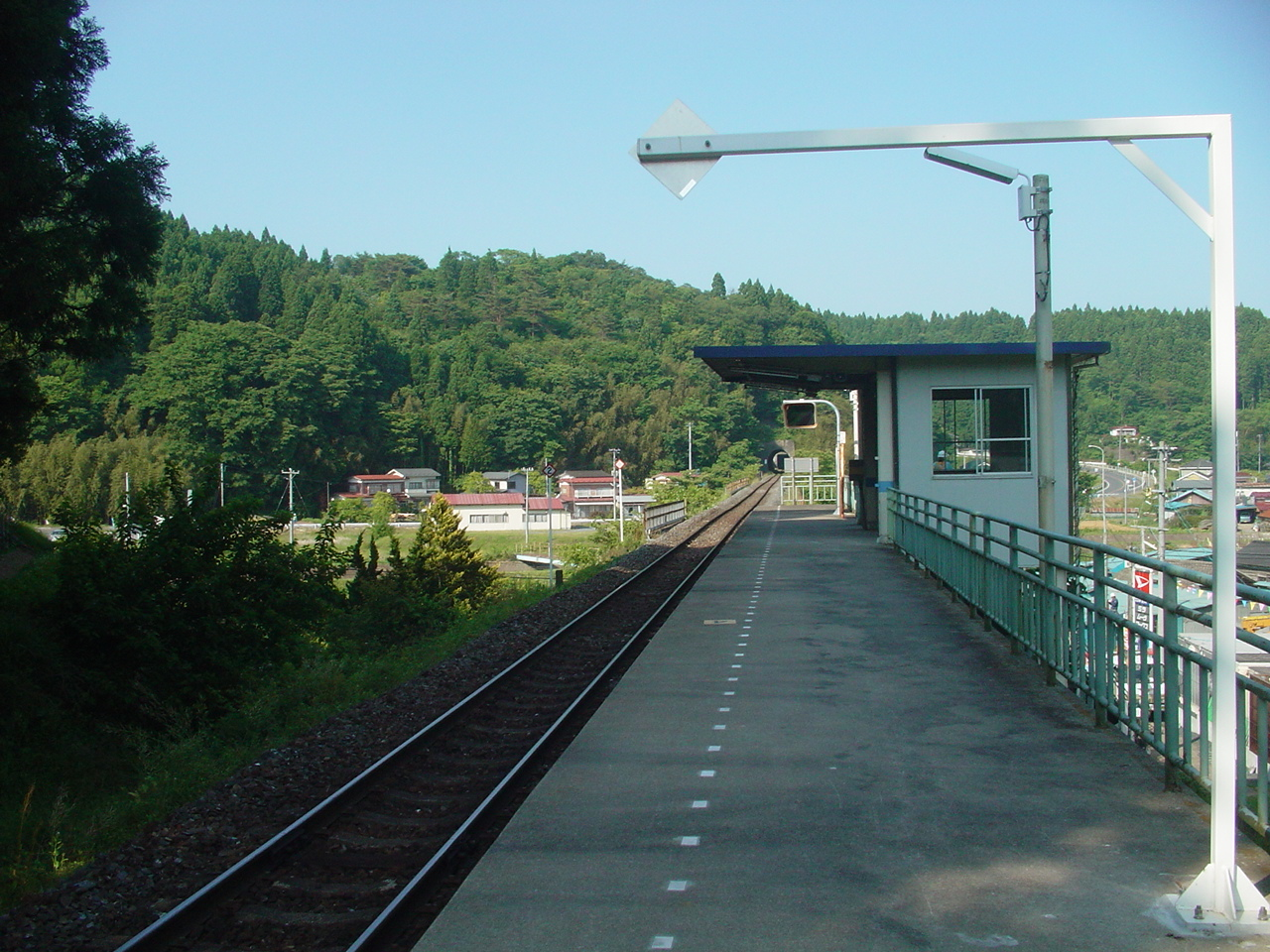
清水浜駅（2007年頃）

### 道路

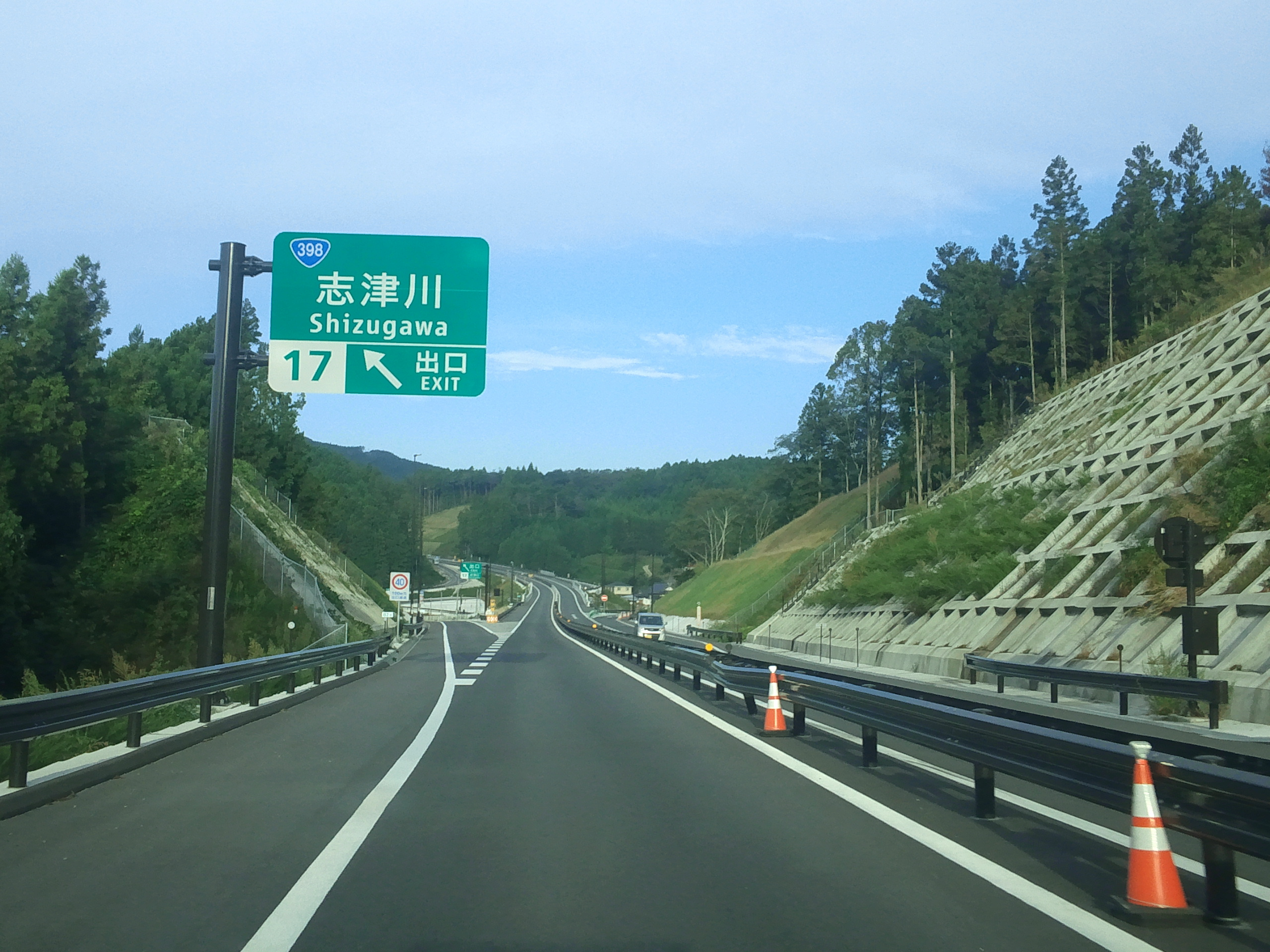
三陸沿岸道路志津川IC（上り）出口

高速道路
- 三陸沿岸道路
  - 志津川IC - 南三陸海岸IC

一般国道
- 国道45号
- 国道398号

都道府県道
- 宮城県道172号志津川登米線
- 宮城県道206号馬籠志津川線
- 宮城県道221号清水浜志津川港線

### バス・BRT

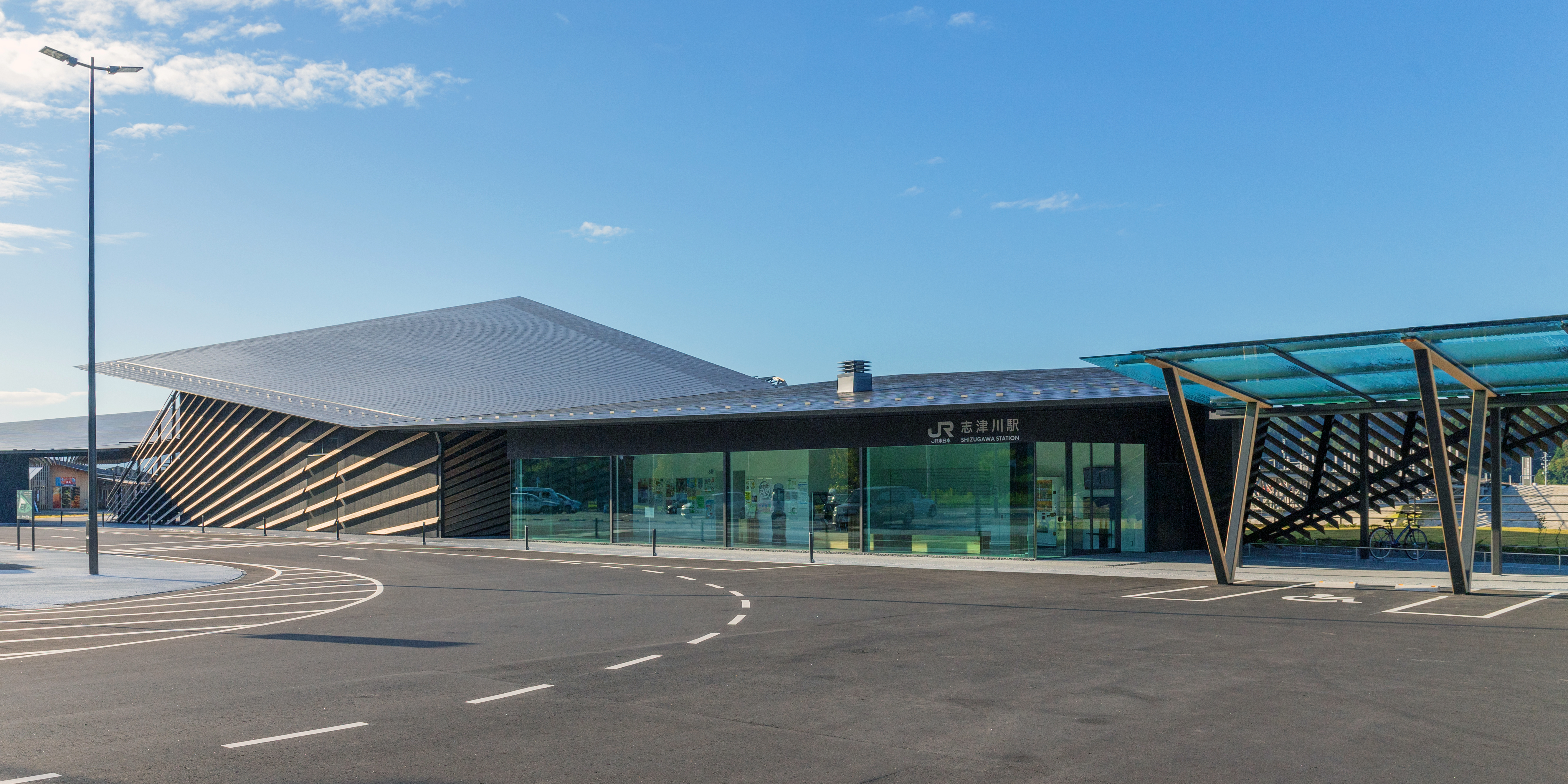
JR東日本気仙沼線BRT 志津川駅（2022年10月14日撮影）

- 東日本旅客鉄道気仙沼線BRT[184][185]
  - 志津川駅 - 南三陸町役場・病院前駅 - 志津川中央団地駅 - 清水浜駅
- 南三陸町町民バス
- ミヤコーバス 仙台 - 南三陸・気仙沼線

### 道の駅
- 道の駅さんさん南三陸 - 国道398号登録の道の駅で2021年3月30日登録[186]。

## 教育

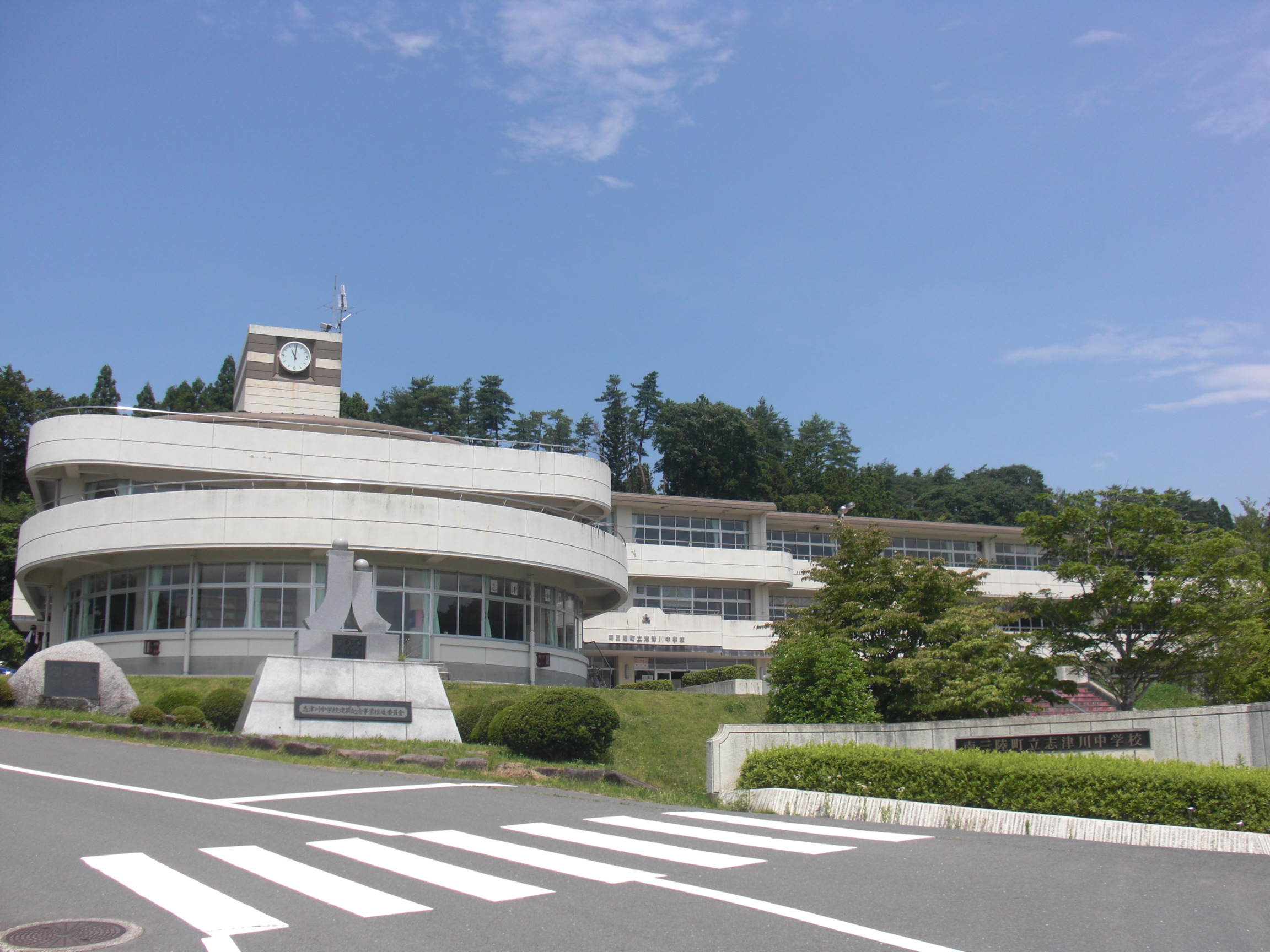
南三陸町立志津川中学校

### 小・中学校の学区
南三陸町例規「南三陸町立学校の通学区域に関する規則 」によれば、2019年（令和元年）12月1日時点で志津川における小・中学校の学区は以下の通りとなっている。
| 小学校                 | 中学校                 | 行政区 |
| ---------------------- | ---------------------- | --- |
| 南三陸町立志津川小学校 | 南三陸町立志津川中学校 | 大久保、保呂毛、田尻畑、廻館、旭ヶ丘、小森、八幡町、五日町、十日町、大森、志津川中央、中央、新井田、沼田、東ヶ丘、天王山中央、天王山、沼田東、袖浜、平西、平東、荒西、荒東、双苗、大上坊、清水、細浦および林一部。 |
| 南三陸町立戸倉小学校   | 南三陸町立志津川中学校 | 林の一部。 |
| 南三陸町立伊里前小学校 | 南三陸町立歌津中学校   | 西田 |

### 教育史
1890年（明治23年）、文部省発行の日本教育史資料によれば、本吉村（現在の志津川）を含む本吉郡は1883年（明治16年）における寺子屋および私塾の数が71と宮城県内郡区で最も多い。本吉村においても寺子屋・私塾が数多く存在しており、日本教育史資料によれば1883年時点で10もの寺子屋・私塾が存在していたとされる。教師の身分は医者や修験者、僧、農家となっており、生徒数が最も多かった高須塾においては55人（男50人、女5人）が読書と習字を習った。いずれの寺子屋・私塾も慶應・明治期に廃業している。
学制が施行されると本吉村（現在の大字志津川）には、細浦小学校、袖浜小学校、志津川小学校が設置された。なかでも中心校となったのは志津川小学校で本吉・入谷・戸倉の三村にある小学校のなかで唯一、下等科と上等科が置かれていた。志津川小学校は第七大学区第二十二番中学区第二十九番志津川小学校、出藍小学校、鳴皐学校と名前を変え、教育令が発令されると公立志津川小学校と改称された。1880年（明治13年）、教育令の公布により公立志津川小学校は初等科、中等科、高等科を併せ持つ小学校となり、1886年（明治19年）、小学校令の公布により、公立志津川小学校は志津川高等尋常小学校と改称し尋常科と高等科が設置された。しかし、1891年（明治24年）には町村制実施による旧町村の合併も行われていたため、宮城県は高等小学校を新町村統合の核とすることとし、高等小学校と尋常小学校の分離を打ち出した。これによって同年4月、志津川高等尋常小学校は本吉・入谷・戸倉・歌津4ヶ村組合の組合立志津川高等小学校と本吉村の本吉村立志津川尋常小学校に分離された。ただ、高等科と尋常科の分離はかえって不都合を生じる事が多く、志津川の場合も1895年（明治28年）3月に4ヶ村組合を解消し、志津川高等尋常小学校が再び設置された。
学制が施行された当初、志津川小学校とともに本吉村内に設置されていた袖浜小学校と細浦小学校は、宮城県が村統合の一環として打ち出した一村一校の原則により志津川小学校の分教場となり、それぞれ荒砥分教場と清水分教場となった。
2008年（平成20年）には、域内にあった志津川小学校・清水小学校・荒砥小学校が統合され、清水小学校と荒砥小学校は廃校となった。

## 宗教

### 神社

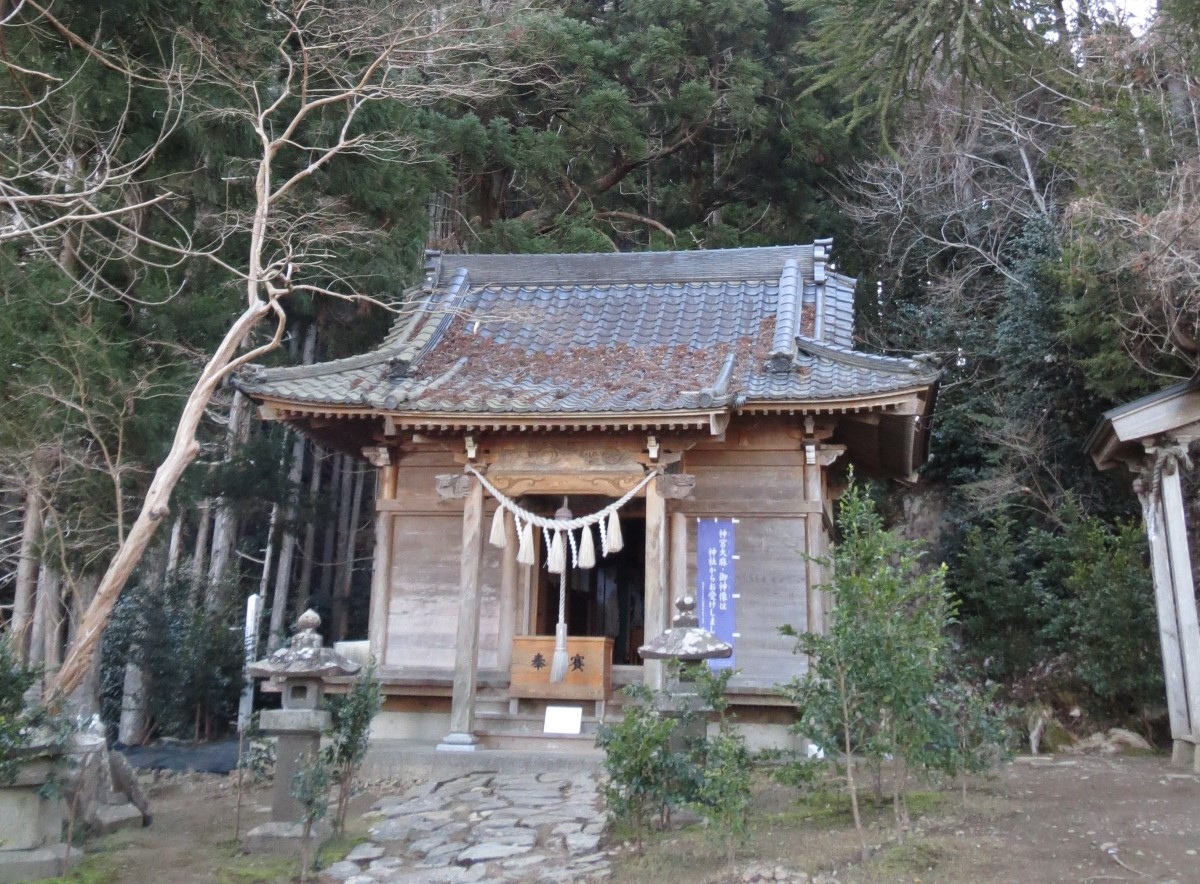
荒沢神社拝殿

熊野神社（城場山）
藤原清衡が勧請したとされ、亀井重清や鈴木重家によって崇敬されたことが伝えられている。祭日は旧暦9月9日。
熊野権現（荒砥浜）
樹齢400年以上の杉の間に木造小祠が設置されている。
荒沢神社（袖浜）
国之常立神、迦具槌命、竜田彦、竜田姫を祭神とする。江戸期には村鎮守として祀られ、かつては瀧不動とも呼ばれていたが、神仏分離の際に荒沢神社の社名が付けられた。
八幡神社（上の山）
かつては八幡町に鎮座していたが1971年に上の山へと遷された。江戸期には志津川村の鎮守として祀られていた。祭日は旧暦8月15日。
八幡神社（西田）
祭神を大鞆和気命とする。安永年間に当地の菅原甚四郎が荒廃した堂宇を再興し、観音像を安置して修験光永法印をして祭祀せしめた。祭日は3月19日と8月15日である。
須賀神社（天王山）
素戔嗚命、大年命、御年命、若年命を祭神とする。文治年間に藤原秀衡が勧請したと伝えられており、祭日は3月15日と6月23日である。
保呂羽神社
保呂羽山の標高372 mの地点に鎮座する神社で大国主神を祀る。大宝年間に役行者によって開基され、康平年間に源義家が建て替え、その後本吉冠者高衡や本吉重次が代々祭祀してきたと伝えられている。

### 寺

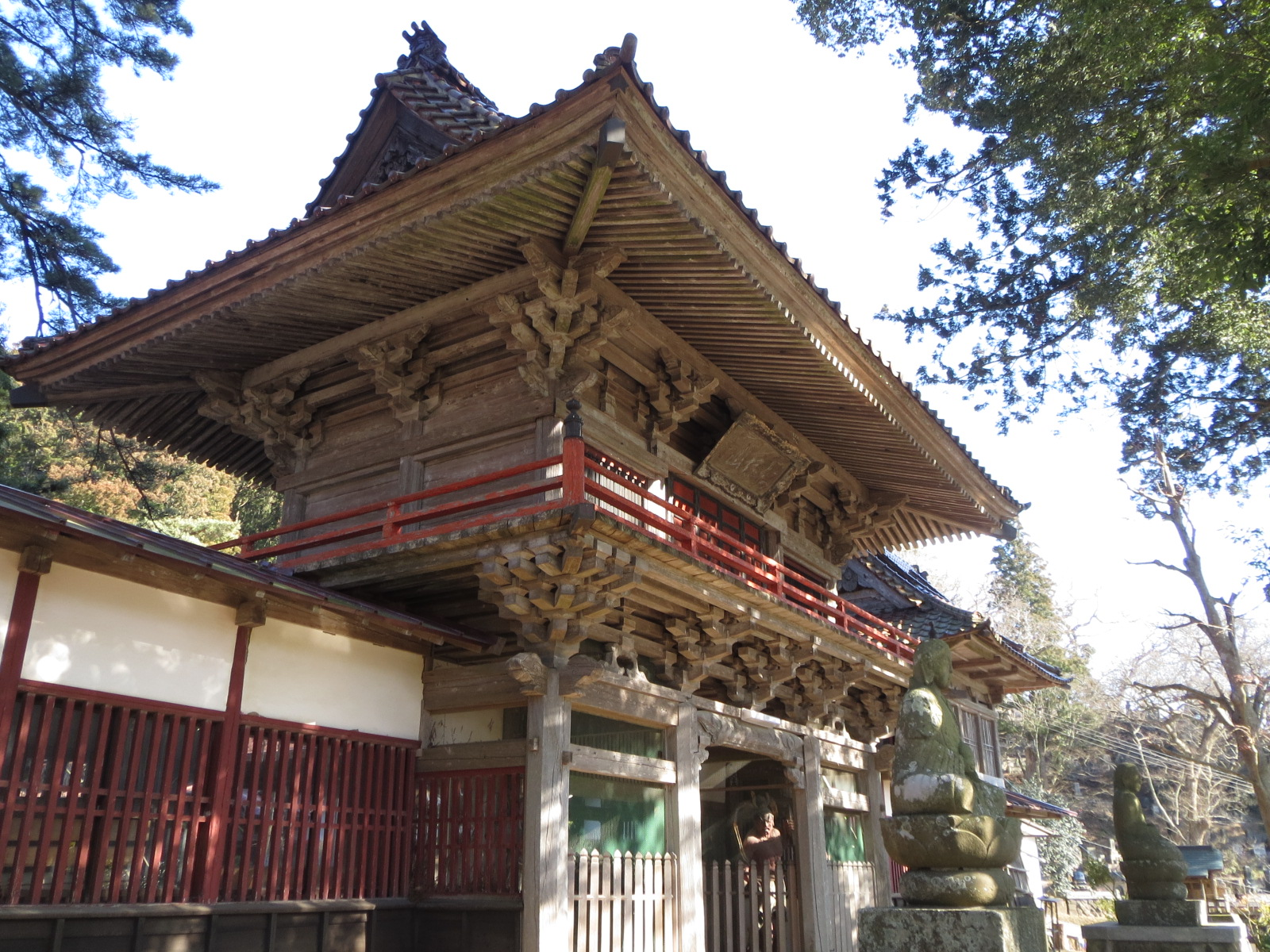
大雄寺山門

松林山大雄寺
曹洞宗の寺院で、登米郡寺池村龍源寺3世中室存的（文禄3年10月4日に示寂）が開山したとされる。10世起宗法幡（明和6年8月12日示寂）を中興の祖とし、12世長山亮天（文化9年12月12日示寂）を再中興の祖とする。
朝日館最後の城主である本吉重継の墓と伝えられる古碑が立地する。
安養山徳性寺（細浦）
曹洞宗の寺院で本尊は大日如来や阿弥陀如来、釈迦如来と時代によって変わった。
月入山全慶寺（北の又）
曹洞宗の寺院で1395年（応永2年)に元紹なる僧が北の又に金鶏寺として開山したという伝承がある。

### 庶民信仰
オコナイサマ
オコナイサマ、オシラサマ、オシンメサマは東北地方の特殊な民間信仰の一つで、多くの場合30cm前後の御神体に布を着せた1対の木偶を指す。宮城県では三陸地方沿岸部に分布し、分布の最南端は石巻市北上町十三浜である。この神がいつ、いかなる理由で祀られたかは一切不明であるが、家業の繁栄が祈られ、病気治しや火災などの災難を避けたなどという霊験が語り継がらている。

## 伝説・伝承
安倍貞任に関する伝承
大上坊川の上流、米広集落の東側に開けた平場があり、伝説によると、その平場に安倍貞任が隠れていたという。その平場は隔絶した山間の地で落武者などが隠れていた里と見られるような場所である。米広とその下流の大上坊の集落には阿部氏の姓の人が多く住んでおり、大上坊集落はかつて全戸が阿部姓を名乗っていたが、伝説によると、それらは皆、貞任の子孫であるということになっている。
弘法大師に関する伝承
伝承によれば往古、桜川は鮭が多く上る川であったが、当地の人々が旅をしていた弘法大師に失礼を働いたところ、弘法大師が桜川の河口に石を投げ入れ、以来、桜川に鮭は上らなくなってしまったという。なお、弘法大師が投げ入れた石は、現在も志津川にある弁天島であると伝えられている。

## 文化財と遺跡

### 遺跡
朝日館
下保呂毛に位置する。高さ70m、東西南北共500〜600mの地域で、北側にはうわばみ沢を越して古館という館跡がある。朝日館は曲輪によって取り囲まれ、その東側の最高地点は土塁によって隔てられた本丸があり、その西側には低い土塁と空堀を巡らした二の丸がある。仙台領古城書上には朝日城と記されている。
小森館
小森の集落から田尻畑へ抜ける道の北西側の高地に位置する。東西に延びる独立丘陵に立地し、南東側に傾斜する梯郭式をなしている。西側は山に連なっているので、空堀・土塁で防御している。朝日館の出城的なものと考えられている。
平磯館
平磯と荒砥の間の海に突き出た丘陵上に立地しており、規模は東西約300m、南北250mである。館の遺構は海から北に向かって段違いに高くなって、それぞれ平場を構築、沢に面した狭い腰郭が認められる。
新井田遺跡
中世の山城で、現在は志津川中央団地一帯となっている。志津川中央団地造成工事に先立って、19,000 m2におよぶ大規模な発掘調査が実施された。
荒戸館（荒砥城）
荒砥の湾の西側の岬に位置する。三方を断崖で囲まれた細長い丘の上は段々畑となっており、遺構はあまり認められないが、付近に室町時代の板碑が存在する。
大久保貝塚
志津川湾の湾奥部、水尻川河口南岸に位置する貝塚で時期は縄文時代晩期を中心とする。貝層・遺物包含層は東西と南北を約20mにわたり分布しており、層の厚さは東側で約1.2m、西側にかけて薄くなっている。縄文土器は縄文時代晩期中葉～後葉の特徴を示すものが多量に出土し、石器・石製品は遺跡の近くで採取可能な粘板岩を用いたものが多く出土した。骨角器はヘラ、ヤスが多く、銛頭、釣針、鏃なども少量見られるほか、装飾品も多数出土した。

## 東日本大震災

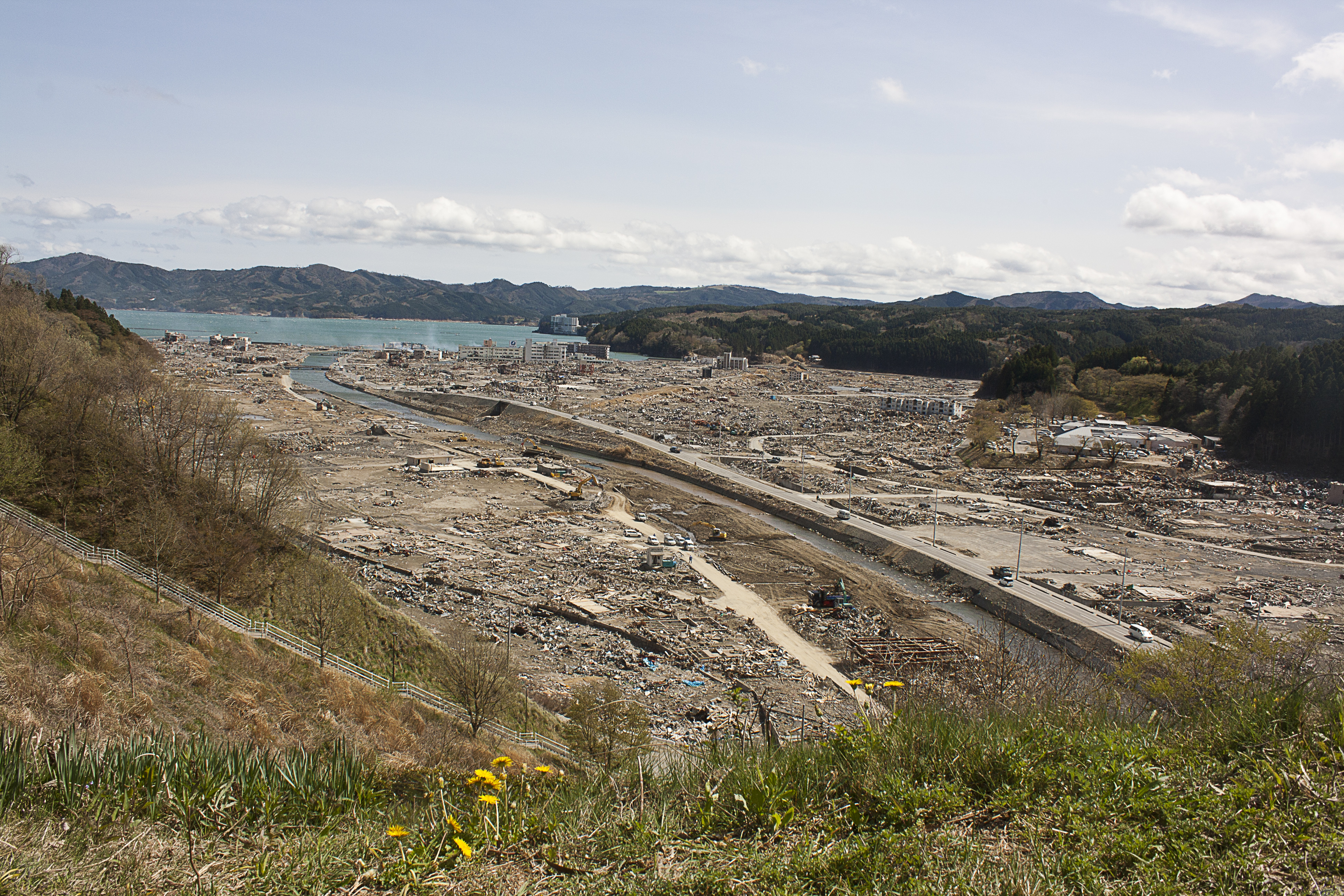
東日本大震災後の志津川市街（2011年5月2日撮影）。

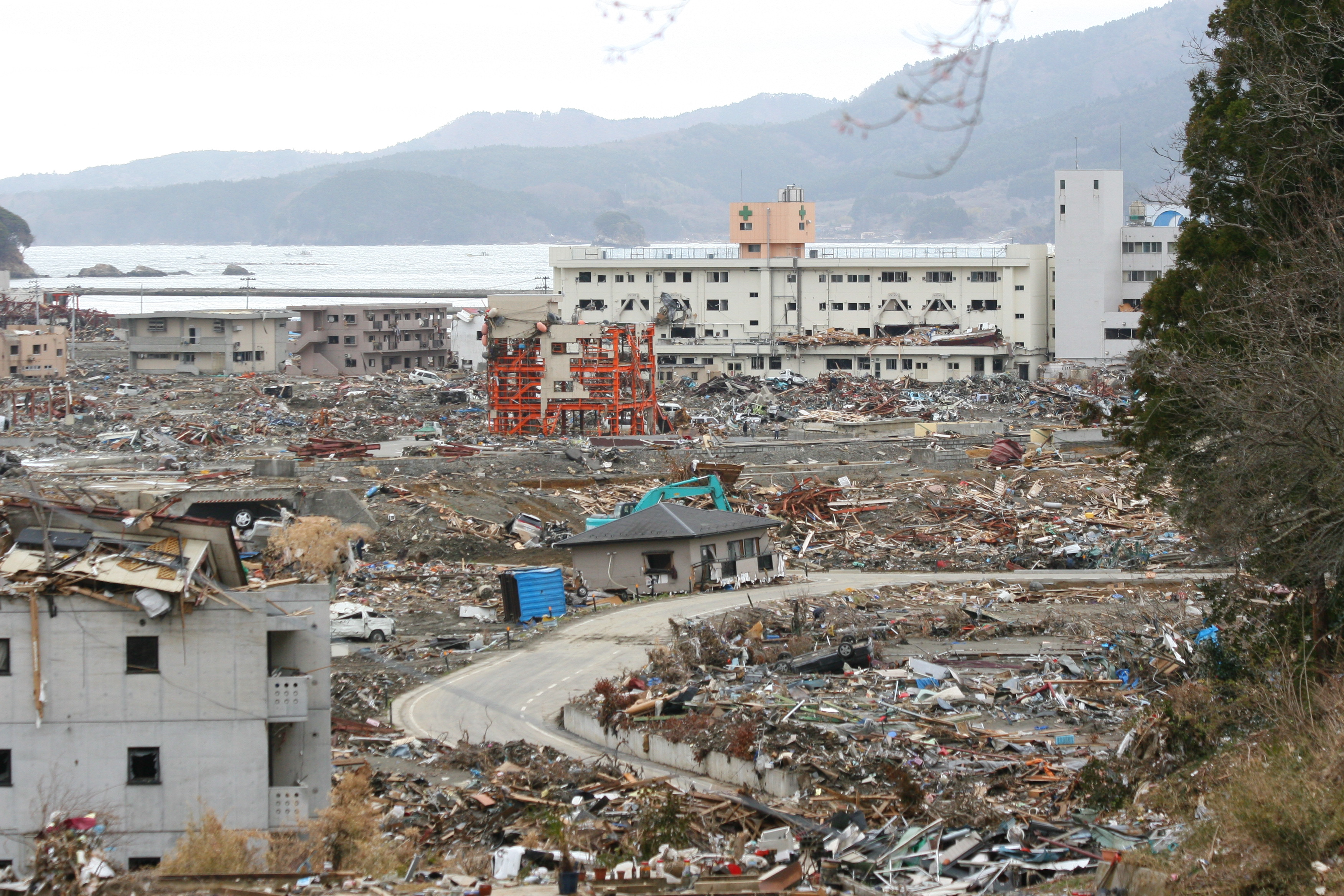
地震から約1か月後の志津川の光景。奥の白い建物は公立志津川病院である（2011年4月20日撮影）。

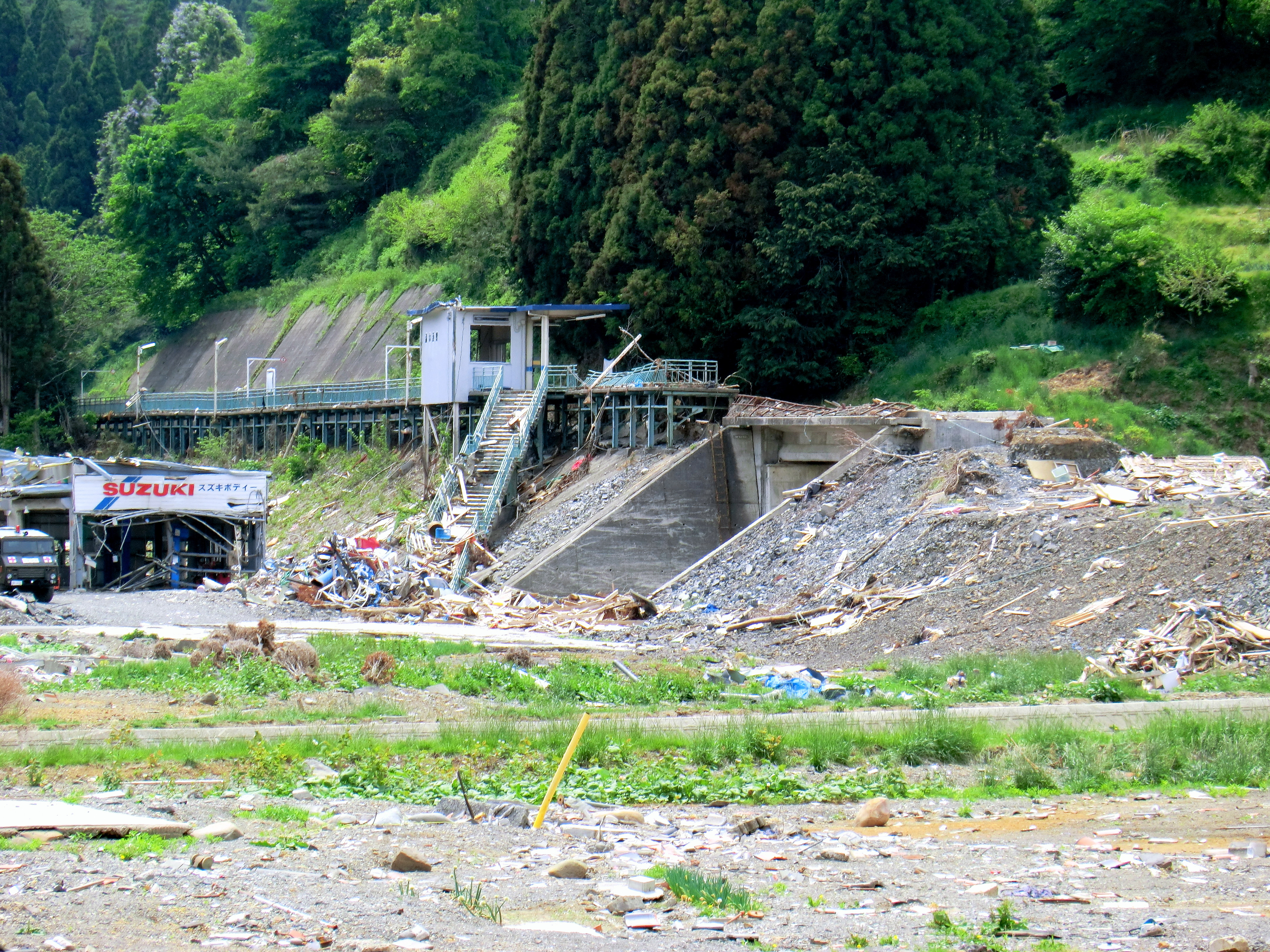
津波により破壊された清水浜駅（2011年5月23日撮影）。

### 被害の概要
2011年3月11日、三陸沖を震源とするマグニチュード9.0の地震が発生した。志津川では震度6弱を観測し、甚大な被害を受けた。想定を超える規模で発生した津波は町指定避難場所であった公立志津川病院や高野会館などにも襲来し、公立志津川病院に避難していた74名が死亡もしくは行方不明となった。
2,044戸が罹災（罹災率73.8%）が罹災し、1,669,566 m2の農地が浸水したほか、南三陸町役場や志津川保健センター、志津川公民館、南三陸町図書館、荒砥保育園、海浜高度利用センター、公立志津川病院、南三陸町地方卸売市場、南三陸町体育館、宮城県南三陸合同庁舎、南三陸警察署、南三陸消防署、志津川郵便局などの公共施設が流出等の被害を受け、志津川市街地は壊滅し瓦礫の山と化した。
観測された最大の津波遡上高は志津川字林における23.9mであった。
以下は2012年12月時点での域内の人的被害の統計である。なお、死亡者数は南三陸町の4大字のなかで最も多かった。
| 世代と性別 | 犠牲者 | 死亡率 | 当時の人口 |
| ---------- | ------ | ------ | ---------- |
| 男性       | 135人  | 3.43%  | 3,935人    |
| 女性       | 191人  | 4.50%  | 4,245人    |
| 15歳未満   | 2人    | 0.19%  | 1,042人    |
| 15 - 64歳  | 104人  | 2.21%  | 4,707人    |
| 65歳以上   | 220人  | 9.06%  | 2,429人    |
| 合計       | 326人  | 3.99%  | 8,180人    |

### 被害への対応
2011年3月11日、気象庁から大津波警報が発令されると、南三陸町役場では防災マニュアルに定められた配備に従って全職員が南三陸町防災対策庁舎2階の危機管理室に集合し、そこに災害対策本部を設置した。しかし、津波により南三陸町防災対策庁舎は壊滅し、防災対策庁舎にいた職員ら43人が死亡した。このため、3月12日に当時の役場から1 km離れた高台に位置するベイサイドアリーナ1階の事務室に代替の災害対策本部を設置した。

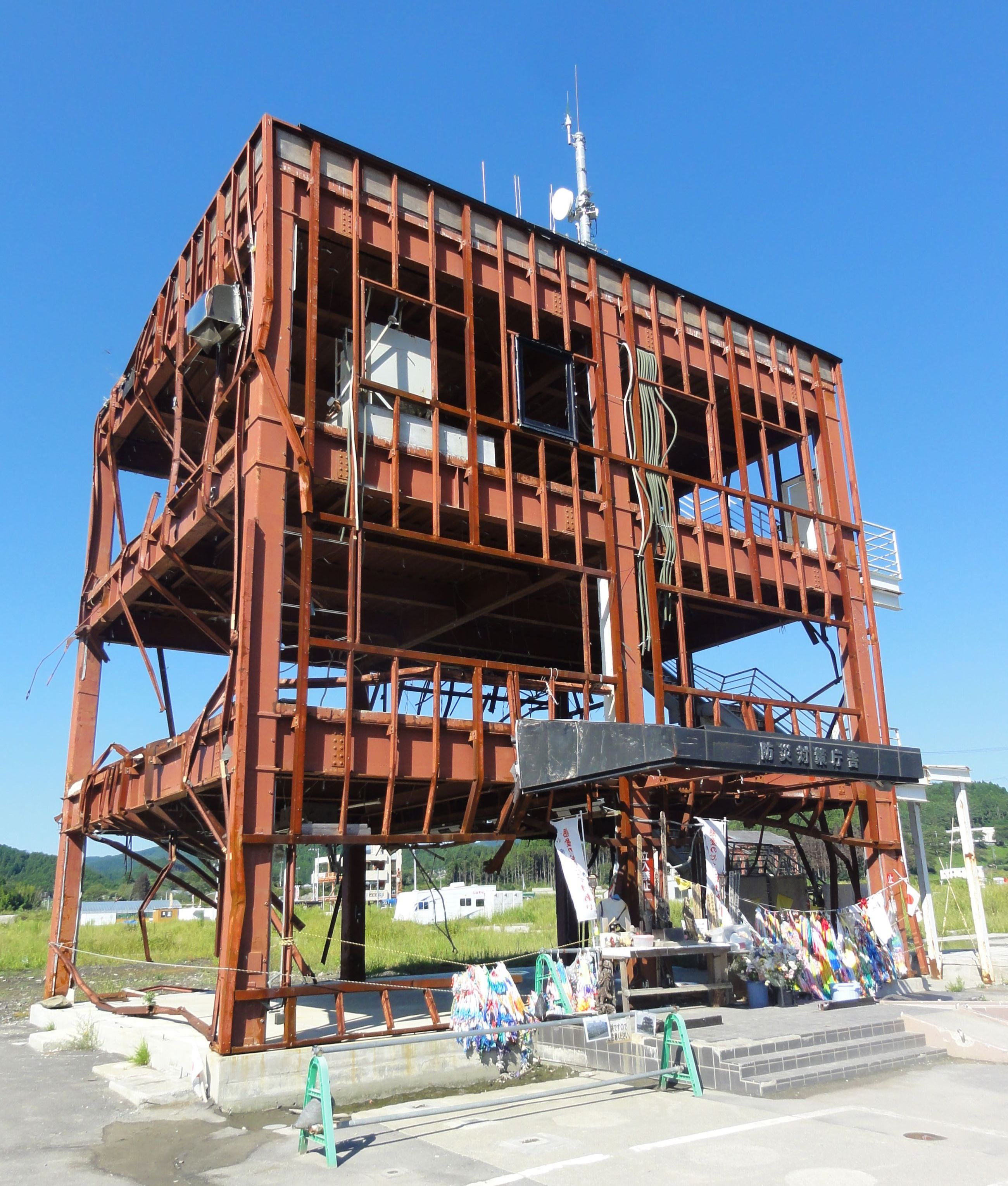
南三陸町防災対策庁舎跡（2012年9月7日撮影）

本部職員が不足していたため、南三陸町各避難所から町職員が集められ、避難所運営は町職員だけで対応するのではなく、避難者が自主的に運営ルールを構築し、避難者による自治組織を立ち上げ協力して運営する体制を整備していった。例えば、志津川高校では避難者である学校職員らが自主的に役割分担をし、水汲みや物資搬入、物資配布を行った。さらに志津川高校は周辺の避難所への物資中継拠点としての役割も担った。
志津川では公立志津川病院や志津川保健センターといった医療機関が全壊・流失したため、病院の患者や負傷者の救急体制の整備が求められた。3月15日にはDMAT（災害派遣医療チーム）の支援を受け、各避難所に臨時診察所を設置した。3月29日にはイスラエル医療団が来町し、ベイサイドアリーナにプレハブ6棟を設置し医療を開始した。4月13日からはイスラエル医療団の施設と設備を町が譲り受け、公立志津川病院仮設診療所として外来医療を再開した。

### 復興に向けたまちづくり

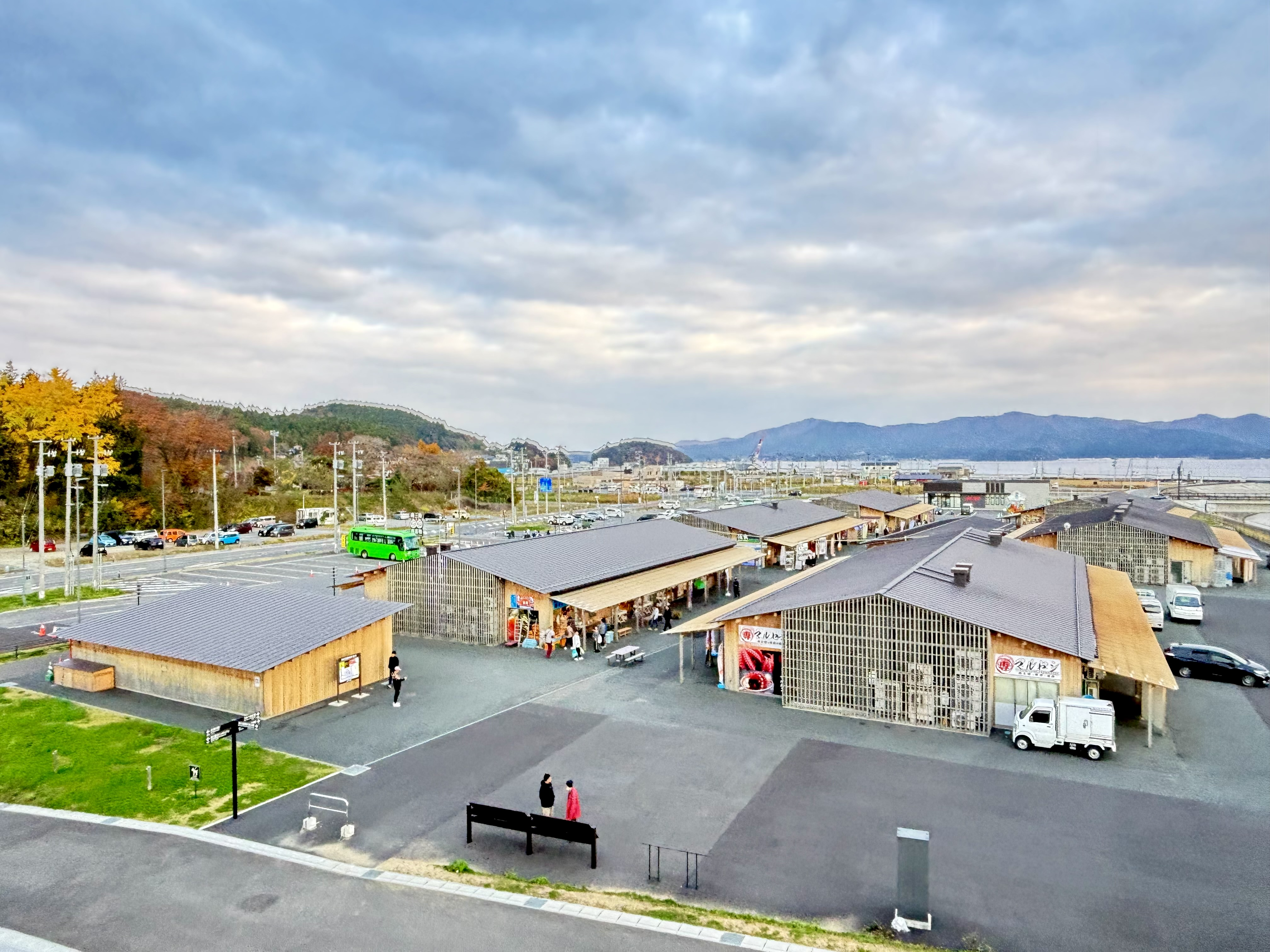
2024年11月現在の志津川中心市街地

町は「職住分離」と「高台移転」を核心として復興計画骨子案を作成した。そのため、役場や病院といった重要な公共施設が高台へと移転し、また、交通網もそれに合わせて再構築することが計画された。「職住分離」についても、居住ゾーンと公共公益ゾーンを高台へと移転し、水産業や商業、観光施設、公園、緑地等は従来通りの低地にゾーニングした。
かつて、南三陸町民の約半数が居住しており、町の商業・行政・交通の中心地であった志津川中心市街地を災害に強い街として復興するべく、町は志津川中心地区123.4 haを2011年11月11日に被災市街地復興推進地域に指定した。しかし、被災市街地復興土地区画整理事業や津波復興拠点整備事業、国道・県道の復旧整備、河川の復旧、JR用地の整備等の大規模インフラ工事を併行して行う必要があった町は、公営住宅の建設等に豊富なノウハウをもち、阪神・淡路大震災においても実績がある都市再生機構に協力を要請し、志津川地区全体の復興マネジメントを委託した。
志津川中心地区に新しい街を作るにあたって、町は「まちづくり協議会」の設立を町民に呼びかけ、2012年9月に志津川地区414世帯が参加する志津川地区まちづくり協議会が成立した。協議会では専門部会に分かれて高台移転・産業再生・公園について議論をした。新たな志津川市街地のまちづくりの方向性が定まってくると、町は復興庁に南三陸町まちなか再生計画を提出した。その中で志津川については、町が整備する道の駅に隣接して木造平屋・建築面積約854坪の商業施設を6億1,000万円で整備するという計画が挙げられていた。この商業施設は2017年3月3日に南三陸さんさん商店街としてオープンした。
高台移転することが決定した居住ゾーンと公共公益ゾーンの建設も着々と進行し、2016年度には志津川東団地・志津川中央団地・志津川西団地が誕生した。志津川東団地は計画戸数154戸、計画面積29.3 haの団地で既存の東浜団地や商工団地、ベイサイドアリーナに隣接して造成された。志津川中央団地は計画戸数135戸、計画面積17.3 haの団地で志津川小学校・志津川中学校に隣接して建設された。志津川西団地は計画戸数70戸、計画面積8.3 haの団地で、既存の旭ヶ丘団地に隣接して造成された。
旧中心市街地（低地部）は現在、水産ゾーン、商業・観光ゾーン、公園・自然共生ゾーン、産業ゾーン、ほ場整備ゾーン、農地・自然ゾーン、土地利用検討ゾーン、道路・駅の8ゾーンに区分して整備されている。水産ゾーンは町の基幹産業である水産業の再生に必要な施設を効果的に配置することを目的とした区域で、志津川漁港の整備に伴い操業環境が整えられ、南三陸町地方卸売市場を取り囲むように事業所が集積している。商業・観光ゾーンは南三陸さんさん商店街を中核として水産資源を活かした観光交流施設等が並ぶ区域で、国道45号と国道398号が交差する志津川市街地の中心に位置する。公園・自然共生ゾーンは復興の象徴に位置付けられ、防災機能も有するなど多面的な役割をもつ区域で、南三陸町震災復興祈念公園や松原公園などの公園、津波発生時には避難場所となる祈りの丘、震災遺構である旧防災対策庁舎が立地する。産業ゾーンは三陸沿岸自動車道や国道45号の交通利便性を活かして、流通・工業の集積を図る区域で、多くの町民の日常生活に貢献している。ほ場整備ゾーンは復興祈念公園の西側の農山漁村地域復興基盤総合整備事業区域を指す。農地・自然ゾーンは浸水した農地の再生など自然的土地利用を推進する区域である。土地利用検討ゾーンは三陸沿岸自動車道志津川ICに近接する交通利便性を活かした土地利用をすることを町が検討している区域である。